# Championnat du monde de hockey sur glace 2021
Navigation
Suisse 2020 Finlande 2022
Le championnat du monde masculin de hockey sur glace 2021 a lieu du 21 mai au 6 juin 2021. Il devait avoir lieu dans les villes biélorusse de Minsk et lettone de Riga, mais la Fédération internationale de hockey sur glace (IIHF) annonce en janvier 2021 qu'elle retire l'organisation de la compétition à la Biélorussie. En février, Riga est confirmée comme seule ville hôte.

## Évènements autour de la compétition

### Retrait de l'organisation du tournoi à la Biélorussie

Logo du championnat avant le retrait de l'organisation à la Biélorussie.

Début janvier 2021, alors président de l'IIHF, René Fasel a rencontré Alexandre Loukachenko, le président de la république de Biélorussie, pour discuter du projet de Championnat du Monde qui se déroulerait à Minsk, en Biélorussie et à Riga, en Lettonie, du 21 mai au 6 juin 2021. Loukachenko est accusé de plusieurs violations des droits humains. Au cours des manifestations biélorusses de 2020-2021, les manifestants ont été victimes de violentes persécutions de la part des autorités. Une déclaration du Bureau des Droits de l'Homme des Nations unies le 1er septembre a cité plus de 450 cas documentés de torture et de mauvais traitements de détenus, ainsi que des rapports d'abus sexuels et de viols. 
Fasel a été embrassé par Loukachenko pendant la réunion. Il a par la suite répondu à la critique en admettant dans une interview qu'il "avait joué avec le feu à Minsk et s'était brûlé" alors que dans la même interview, il a déclaré qu'il était convaincu qu'il n'avait rien fait de mal. De plus, Fasel a déclaré : « Le but du voyage était d'avoir une conversation importante avec Loukachenko sur le championnat du monde à Minsk. J'ai eu de bonnes relations avec Loukachenko pendant 20 ans, nous avions l'habitude de jouer au hockey ensemble et avons eu beaucoup de contacts, y compris en 2014 ». Fasel a également posé pour une photo avec Dzmitry Baskau, le président de la Fédération de Biélorussie de hockey sur glace, accusé d'être impliqué dans le meurtre du manifestant Raman Bandarenka. Pour cette raison, Baskau a reçu une interdiction de voyager en Lettonie.
La Fondation biélorusse de solidarité sportive a critiqué l'IIHF pour avoir toujours l'intention d'accueillir le tournoi en Biélorussie, parmi lesquelles la basketteuse professionnelle Alena Lewtchanka qui a été emprisonnée à deux reprises pour avoir manifesté,. Le ministre des Affaires étrangères de l'Allemagne Heiko Maas a déclaré que "quiconque est sérieux au sujet de la solidarité avec la Biélorussie ne peut pas sérieusement vouloir organiser un championnat du monde de hockey sur glace dans cette situation. Ce serait le plus grand cadeau de relations publiques pour Loukachenko et un signal dévastateur aux manifestants. J'espère que les organisateurs s'en rendent compte.".
Mise sous pression par des personnalités sportives et politiques et par certains sponsors, l'IIHF annonce le 18 janvier 2021 qu'elle retire l'organisation de la compétition à la Biélorussie pour des raisons de sécurité à cause des manifestations nationales et de la pandémie de Covid-19. Le 2 février 2021, l'IIHF annonce que Riga sera la seule ville hôte de la compétition et que les matchs seront répartis entre la Riga Arena et le Centre sportif olympique (en).

### Querelle des drapeaux
Le 23 mai 2021, le vol Ryanair 4978, reliant deux capitales d’États membres de l'Union Européenne, a été dérouté sur Minsk, permettant l'arrestation de l'opposant Roman Protassevitch. 
En signe de protestation, le 24 mai 2021, Martins Stakis, maire de Riga, la ville hôte du Championnat, a fait remplacer dans une exposition liée à la compétition le drapeau biélorusse institué par le régime du Président Loukachenko, dont le hockey sur glace a la réputation d'être le sport favori, par le drapeau antérieur du pays, utilisé aujourd'hui comme symbole de l'opposition.
Cette action a conduit à un incident diplomatique, la Biélorussie ayant expulsé la totalité du personnel diplomatique letton. La Lettonie a immédiatement répondu symétriquement par l'expulsion de la totalité du personnel diplomatique biélorusse, recevant au passage le soutien de l'Union Européenne.
En réaction, René Fasel, invoquant le caractère apolitique de l'IIHF, a écrit à Martis Stakis et publié un communiqué marquant son désaccord avec le changement de drapeau, le jugeant contraire aux statuts de la fédération, réclamant enfin le retrait des drapeaux de l'IIHF et du Championnat du Monde de la zone, et priant le maire de Riga de revenir sur ses actions.  

Le maire de Riga a répliqué par l'annonce du retrait des drapeaux de l'IHFF : 
«J'ai fait mes choix et nous allons procéder au retrait des drapeaux IIHF» (..) «Nous ne pouvons pas oublier qu'à quelques centaines de kilomètres à peine, un avion de l'UE est détourné, des personnes sont torturées et tuées»
.

## Format de la compétition
Le Championnat du monde de hockey sur glace masculin est un ensemble de plusieurs tournois regroupant les nations en fonction de leur niveau. Les meilleures équipes disputent le titre dans la division Élite. Cette division regroupe 16 équipes réparties en deux groupes de 8 qui disputent un tour préliminaire. Les 4 premiers de chaque groupe sont qualifiés pour les quarts de finale et les derniers sont relégués en division IA à l'exception de la Finlande, organisatrice de l'édition 2022, qui ne peut être reléguée même si elle termine à la dernière place du groupe B.
Pour les autres divisions qui comptent chacune 6 équipes (4 en Division IIIB et 5 en Division IV), les équipes s’affrontent entre elles et, à l'issue de cette compétition, le premier est promu dans la division supérieure et le dernier est relégué dans la division inférieure, sauf en Division IV, échelon le plus bas où il n'y a pas de relégation.
Lors des phases de poule, les points sont attribués ainsi :
- 3 points pour une victoire dans le temps réglementaire ;
- 2 points pour une victoire en prolongation ou aux tirs de fusillade ;
- 1 point pour une défaite en prolongation ou aux tirs de fusillade ;
- aucun point pour une défaite dans le temps réglementaire.

## Division Élite

### Patinoires
| \| Riga \| Localisation de la ville de Riga en Lettonie. |
| Riga                                                     |

| Riga                         |                                                |
|                              |                                                |
| Riga Arena Capacité : 10 300 | Centre sportif olympique (en) Capacité : 6 000 |

### Officiels
18 arbitres et 18 juges de lignes ont été désignés pour officiers lors de la compétition :
| - Christoph Sternat - Maxim Sidorenko - Oliver Gouin - Antonín Jeřábek - Martin Fraňo - Robin Šír - Mads Frandsen - Lassi Heikkinen - Kristian Vikman | - André Schrader - Andris Ansons - Roman Gofman - Ievgueni Romasko - Peter Staňo - Tobias Björk - Mikael Nord - Michael Tscherrig - Andrew Bruggeman |

| - Elias Seewald - Dmitri Golyak - Dustin McCrank - Daniel Hynek - Jiří Ondráček - Andreas Krøyer - Lauri Nikulainen - Hannu Sormunen - Nicolas Constantineau | - Jonas Merten - Dāvis Zunde - Gleb Lazarev - Nikita Chalaguine - Šimon Synek - Ludvig Lundgren - Emil Yletyinen - David Obwegeser - Brian Oliver |

### Équipes
Chaque équipe est constituée au minimum de 15 joueurs et 2 gardiens et, au maximum, de 22 joueurs et 3 gardiens.
Bannissement de la Russie
Le 9 décembre 2019, l'Agence mondiale antidopage (AMA) a interdit à la Russie de participer aux compétitions internationales pendant une période de quatre ans, après que le gouvernement russe a été reconnu responsable de la falsification des données de laboratoire qu'il avait fournies à l'AMA en janvier 2019. En raison de cette interdiction, l'AMA prévoit d'autoriser les athlètes russes à participer individuellement aux Championnats du monde 2021-2022 et aux Jeux olympiques d'hiver de 2022 sous une bannière neutre, comme cela a été le cas aux Jeux olympiques d'hiver de 2018. Mais ils ne sont pas autorisés à concourir dans les sports d'équipe. Après un appel de la Russie devant le Tribunal arbitral du sport, ce dernier a décidé le 17 décembre 2020 de réduire la sanction que l'AMA avait infligée à la Russie : au lieu d'interdire à la Russie de participer à des événements sportifs, la décision l'autorise à participer aux Jeux olympiques et à d'autres événements internationaux, mais, pendant une période de deux ans, l'équipe ne peut pas utiliser le nom, le drapeau ou l'hymne russe et ses sportifs doivent se présenter en tant qu'athlètes neutres ou équipe neutre.

### Tour préliminaire
Le groupe principal regroupe 16 équipes, réparties en deux groupes (entre parenthèses le classement IIHF 2020) :
| Groupe A - Biélorussie (13), initialement pays hôte, promu de Division IA - Danemark (12) - Grande-Bretagne (19) - ROC (Comité olympique russe) (2) - Slovaquie (9) - Suède (4) - Suisse (8) - Tchéquie (5) | Groupe B - Allemagne (7) - Canada (1) - États-Unis (6) - Finlande (3), tenant du titre - Italie (15) - Kazakhstan (16), promu de Division IA - Lettonie (10), pays hôte - Norvège (11) |

#### Groupe A

##### Matchs
| 21 mai | ROC | 4-3 (1-1, 1-1, 2-1) | Tchéquie | Centre sportif olympique |

| Feuille de match | Feuille de match | Feuille de match            | Feuille de match                                                                                                   | Feuille de match                                                                            |
| ---------------- | --- | --------------------------- | --- | ------------------------------------------------------------------------------------------- |
|                  | Bourdassov (Grigorenko, Morozov) — 4 min 16 s (SN) - Chvets-Rogovoï (Kamenev) — 35 min 27 s (IN) Barabanov (Voronkov) — 45 min 28 s - Grigorenko (Provorov) — 59 min 41 s | 1-0 1-1 2-1 2-2 3-2 3-3 4-3 | - Flek (Špaček) — 9 min 26 s - Vrána (Kubalík, Hájek) — 37 min 53 s - Kubalík (Hronek, Kovář) — 57 min 23 s (SN) - | Arbitrage : Tobias Björk et Mikael Nord Juges de lignes : Andreas Krøyer et Ludvig Lundgren |
| Samonov          | Gardiens | Hrubec                      | | Arbitrage : Tobias Björk et Mikael Nord Juges de lignes : Andreas Krøyer et Ludvig Lundgren |
| 4 min            | Pénalités | 6 min                       | | Arbitrage : Tobias Björk et Mikael Nord Juges de lignes : Andreas Krøyer et Ludvig Lundgren |
| 28               | Tirs | 25                          | | Arbitrage : Tobias Björk et Mikael Nord Juges de lignes : Andreas Krøyer et Ludvig Lundgren |

| 21 mai | Biélorussie | 2-5 (0-3, 0-0, 2-2) | Slovaquie | Centre sportif olympique |

| Feuille de match | Feuille de match                                                                | Feuille de match            | Feuille de match | Feuille de match                                                                             |
| ---------------- | ------------------------------------------------------------------------------- | --------------------------- | --- | -------------------------------------------------------------------------------------------- |
|                  | - Stefanovitch (Kastsitsyne) — 53 min 25 s (2 SN) Charangovitch — 54 min 22 s - | 0-1 0-2 0-3 0-4 1-4 2-4 2-5 | Pospíšil (Nemec) — 3 min 53 s Cehlárik (Gernát, Studenič) — 9 min 17 s (SN) Pospíšil (Rosandić, Krištof) — 11 min 2 s (SN) Hrivík (Lantoši, Cehlárik) — 45 min 5 s - Cehlárik (Grman) — 59 min 15 s (CV) - | Arbitrage : Andris Ansons et Lassi Heikkinen Juges de lignes : Hannu Sormunen et Dāvis Zunde |
| Chostak          | Gardiens                                                                        | Konrád                      | | Arbitrage : Andris Ansons et Lassi Heikkinen Juges de lignes : Hannu Sormunen et Dāvis Zunde |
| 37 min           | Pénalités                                                                       | 12 min                      | | Arbitrage : Andris Ansons et Lassi Heikkinen Juges de lignes : Hannu Sormunen et Dāvis Zunde |
| 34               | Tirs                                                                            | 35                          | | Arbitrage : Andris Ansons et Lassi Heikkinen Juges de lignes : Hannu Sormunen et Dāvis Zunde |

| 22 mai | Danemark | 4-3 (0-0, 3-2, 1-1) | Suède | Centre sportif olympique |

| Feuille de match | Feuille de match | Feuille de match            | Feuille de match                                                                                  | Feuille de match                                                                               |
| ---------------- | --- | --------------------------- | ------------------------------------------------------------------------------------------------- | ---------------------------------------------------------------------------------------------- |
|                  | - Nick. Jensen (Jakobsen, Nich. Jensen) — 30 min 40 s - Nick. Jensen (Bødker) — 37 min 33 s Kristensen (Nick. Jensen, M. Lauridsen) — 38 min 9 s Nick. Jensen (M. Lauridsen, Bødker) — 48 min 22 s (SN) - | 0-1 1-1 1-2 2-2 3-2 4-2 4-3 | Klingberg — 22 min 6 s - Tömmernes (Klingberg) — 35 min 9 s - Klingberg (Lundkvist) — 50 min 56 s | Arbitrage : Roman Gofman et Maxim Sidorenko Juges de lignes : Dmitri Golyak et Nikita Shalagin |
| Dahm             | Gardiens | Fasth                       |                                                                                                   | Arbitrage : Roman Gofman et Maxim Sidorenko Juges de lignes : Dmitri Golyak et Nikita Shalagin |
| 2 min            | Pénalités | 8 min                       |                                                                                                   | Arbitrage : Roman Gofman et Maxim Sidorenko Juges de lignes : Dmitri Golyak et Nikita Shalagin |
| 22               | Tirs | 23                          |                                                                                                   | Arbitrage : Roman Gofman et Maxim Sidorenko Juges de lignes : Dmitri Golyak et Nikita Shalagin |

| 22 mai | Grande-Bretagne | 1-7 (1-4, 0-1, 0-2) | ROC | Centre sportif olympique |

| Feuille de match | Feuille de match                             | Feuille de match                | Feuille de match | Feuille de match                                                                                   |
| ---------------- | -------------------------------------------- | ------------------------------- | --- | -------------------------------------------------------------------------------------------------- |
|                  | - Kirk (Dowd, Connolly) — 18 min 46 s (SN) - | 0-1 0-2 0-3 0-4 1-4 1-5 1-6 1-7 | Bourdassov (Grigorenko, Ojiganov) — 5 min 53 s (SN) Grigorenko (Voronkov) — 7 min 19 s (IN) Bourdassov (Kouzmenko, Gavrikov) — 9 min 21 s Toltchinski (Barabanov) — 10 min 51 s - Karnaoukhov (Zadorov, Zoub) — 30 min 8 s Kouzmenko (Bourdassov, Ojiganov) — 49 min 59 s (SN) Slepychev (Karnaoukhov) — 53 min 4 s | Arbitrage : Christoph Sternat et Michael Tscherrig Juges de lignes : Jonas Merten et Elias Seewald |
| Whistle          | Gardiens                                     | Botcharov                       | | Arbitrage : Christoph Sternat et Michael Tscherrig Juges de lignes : Jonas Merten et Elias Seewald |
| 12 min           | Pénalités                                    | 8 min                           | | Arbitrage : Christoph Sternat et Michael Tscherrig Juges de lignes : Jonas Merten et Elias Seewald |
| 11               | Tirs                                         | 42                              | | Arbitrage : Christoph Sternat et Michael Tscherrig Juges de lignes : Jonas Merten et Elias Seewald |

| 22 mai | Tchéquie | 2-5 (1-1, 0-2, 1-2) | Suisse | Centre sportif olympique |

| Feuille de match                   | Feuille de match                                                                            | Feuille de match            | Feuille de match | Feuille de match                                                                                  |
| ---------------------------------- | ------------------------------------------------------------------------------------------- | --------------------------- | --- | ------------------------------------------------------------------------------------------------- |
|                                    | Chytil (Kovář, Vrána) — 14 min 46 s (SN) - Smejkal (Chytil, Sklenička) — 54 min 59 s (SN) - | 1-0 1-1 1-2 1-3 1-4 2-4 2-5 | - Hofmann (Ambühl, Simion) — 17 min 9 s (SN) Meier (Hischier) — 24 min 12 s (SN) Scherwey (Praplan, Bertschy) — 38 min 19 s Meier (Corvi, Kurashev) — 50 min 27 s (SN) - Hofmann (Simion, Ambühl) — 57 min 8 s (SN) | Arbitrage : Andris Ansons et Kristian Vikman Juges de lignes : Lauri Nikulainen et Hannu Sormunen |
| Hrubec (40 min) Will (19 min 50 s) | Gardiens                                                                                    | Genoni                      | | Arbitrage : Andris Ansons et Kristian Vikman Juges de lignes : Lauri Nikulainen et Hannu Sormunen |
| 14 min                             | Pénalités                                                                                   | 6 min                       | | Arbitrage : Andris Ansons et Kristian Vikman Juges de lignes : Lauri Nikulainen et Hannu Sormunen |
| 26                                 | Tirs                                                                                        | 28                          | | Arbitrage : Andris Ansons et Kristian Vikman Juges de lignes : Lauri Nikulainen et Hannu Sormunen |

| 23 mai | Grande-Bretagne | 1-2 (0-1, 1-1, 0-0) | Slovaquie | Centre sportif olympique |

| Feuille de match | Feuille de match                            | Feuille de match                 | Feuille de match                                           | Feuille de match                                                                                 |
| ---------------- | ------------------------------------------- | -------------------------------- | ---------------------------------------------------------- | ------------------------------------------------------------------------------------------------ |
|                  | - Kirk (Perlini, Richardson) — 22 min 3 s - | 0-1 1-1 1-2                      | Hrivík (Lantoši) — 25 s - Lantoši (Cehlárik) — 24 min 42 s | Arbitrage : Martin Fraňo et Oliver Gouin Juges de lignes : Nicolas Constantineau et Brian Oliver |
| Bowns            | Gardiens                                    | Konrád (20 min) Hudáček (40 min) |                                                            | Arbitrage : Martin Fraňo et Oliver Gouin Juges de lignes : Nicolas Constantineau et Brian Oliver |
| 4 min            | Pénalités                                   | 4 min                            |                                                            | Arbitrage : Martin Fraňo et Oliver Gouin Juges de lignes : Nicolas Constantineau et Brian Oliver |
| 14               | Tirs                                        | 43                               |                                                            | Arbitrage : Martin Fraňo et Oliver Gouin Juges de lignes : Nicolas Constantineau et Brian Oliver |

| 23 mai | Suède | 0-1 (0-0, 0-0, 0-1) | Biélorussie | Centre sportif olympique |

| Feuille de match | Feuille de match | Feuille de match | Feuille de match                                  | Feuille de match                                                                                 |
| ---------------- | ---------------- | ---------------- | ------------------------------------------------- | ------------------------------------------------------------------------------------------------ |
|                  |                  | 0-1              | Nesterov (Stefanovitch, Lopatchouk) — 40 min 33 s | Arbitrage : Lassi Heikkinen et Kristian Vikman Juges de lignes : Lauri Nikulainen et Dāvis Zunde |
| Reideborn        | Gardiens         | Taylor           |                                                   | Arbitrage : Lassi Heikkinen et Kristian Vikman Juges de lignes : Lauri Nikulainen et Dāvis Zunde |
| 4 min            | Pénalités        | 8 min            |                                                   | Arbitrage : Lassi Heikkinen et Kristian Vikman Juges de lignes : Lauri Nikulainen et Dāvis Zunde |
| 32               | Tirs             | 22               |                                                   | Arbitrage : Lassi Heikkinen et Kristian Vikman Juges de lignes : Lauri Nikulainen et Dāvis Zunde |

| 23 mai | Danemark | 0-1 (0-1, 0-0, 0-0) | Suisse | Centre sportif olympique |

| Feuille de match | Feuille de match | Feuille de match | Feuille de match                       | Feuille de match                                                                     |
| ---------------- | ---------------- | ---------------- | -------------------------------------- | ------------------------------------------------------------------------------------ |
|                  |                  | 0-1              | Meier (Hischier, Müller) — 13 min 12 s | Arbitrage : Robin Šír et Peter Staňo Juges de lignes : Jiří Ondráček et Daniel Hynek |
| Dahm             | Gardiens         | Berra            |                                        | Arbitrage : Robin Šír et Peter Staňo Juges de lignes : Jiří Ondráček et Daniel Hynek |
| 2 min            | Pénalités        | 4 min            |                                        | Arbitrage : Robin Šír et Peter Staňo Juges de lignes : Jiří Ondráček et Daniel Hynek |
| 4                | Tirs             | 30               |                                        | Arbitrage : Robin Šír et Peter Staňo Juges de lignes : Jiří Ondráček et Daniel Hynek |

| 24 mai | Slovaquie | 3-1 (0-0, 1-1, 2-0) | ROC | Centre sportif olympique |

| Feuille de match | Feuille de match | Feuille de match | Feuille de match                                         | Feuille de match                                                                                  |
| ---------------- | --- | ---------------- | -------------------------------------------------------- | ------------------------------------------------------------------------------------------------- |
|                  | Kelemen (Roman) — 30 min - Gernát (Hrivík, Cehlárik) — 53 min 19 s (SN) Ďaloga (Cehlárik, Hrivík) — 58 min 59 s (CV) | 1-0 1-1 2-1 3-1  | - Barabanov (Toltchinski, Slepychev) — 31 min 6 s (SN) - | Arbitrage : Andris Ansons et Kristian Vikman Juges de lignes : Lauri Nikulainen et Hannu Sormunen |
| Hudáček          | Gardiens | Samonov          |                                                          | Arbitrage : Andris Ansons et Kristian Vikman Juges de lignes : Lauri Nikulainen et Hannu Sormunen |
| 4 min            | Pénalités | 6 min            |                                                          | Arbitrage : Andris Ansons et Kristian Vikman Juges de lignes : Lauri Nikulainen et Hannu Sormunen |
| 28               | Tirs | 28               |                                                          | Arbitrage : Andris Ansons et Kristian Vikman Juges de lignes : Lauri Nikulainen et Hannu Sormunen |

| 24 mai | Tchéquie | 3-2 (pr) (0-0, 2-1, 0-1, 1-0) | Biélorussie | Centre sportif olympique |

| Feuille de match | Feuille de match | Feuille de match    | Feuille de match                                                                                | Feuille de match                                                                              |
| ---------------- | --- | ------------------- | ----------------------------------------------------------------------------------------------- | --------------------------------------------------------------------------------------------- |
|                  | - Kovář (Hronek, Moravčík) — 29 min 44 s Zadina (Hronek) — 33 min 3 s (SN) - Kubalík (Hanzl, Hrubec) — 61 min 23 s (SN) | 0-1 1-1 2-1 2-2 3-2 | Charangovitch (Kastsitsyne) — 25 min 52 s - Ieromenko (Lopatchouk, Chynkevitch) — 51 min 30 s - | Arbitrage : Tobias Björk et Mads Frandsen Juges de lignes : Ludvig Lundgren et Emil Yletyinen |
| Hrubec           | Gardiens | Kolossov            |                                                                                                 | Arbitrage : Tobias Björk et Mads Frandsen Juges de lignes : Ludvig Lundgren et Emil Yletyinen |
| 4 min            | Pénalités | 4 min               |                                                                                                 | Arbitrage : Tobias Björk et Mads Frandsen Juges de lignes : Ludvig Lundgren et Emil Yletyinen |
| 38               | Tirs | 23                  |                                                                                                 | Arbitrage : Tobias Björk et Mads Frandsen Juges de lignes : Ludvig Lundgren et Emil Yletyinen |

| 25 mai | Grande-Bretagne | 2-3 (pr) (1-2, 0-0, 1-0, 0-1) | Danemark | Centre sportif olympique |

| Feuille de match | Feuille de match                                                        | Feuille de match    | Feuille de match | Feuille de match                                                                                     |
| ---------------- | ----------------------------------------------------------------------- | ------------------- | --- | --- |
|                  | O'Connor (Phillips, Dowd) — 2 min 33 s - Hammond (Lake) — 56 min 18 s - | 1-0 1-1 1-2 2-2 2-3 | - Jakobsen (Nick. Jensen, Bødker) — 10 min 19 s Nick. Jensen (M. Lauridsen, Bødker) — 13 min 44 s (SN) - M. Lauridsen (Nick. Jensen) — 64 min 35 s (SN) | Arbitrage : Christoph Sternat et Michael Tscherrig Juges de lignes : Jonas Merten et David Obwegeser |
| Bowns            | Gardiens                                                                | Dahm                | | Arbitrage : Christoph Sternat et Michael Tscherrig Juges de lignes : Jonas Merten et David Obwegeser |
| 12 min           | Pénalités                                                               | 6 min               | | Arbitrage : Christoph Sternat et Michael Tscherrig Juges de lignes : Jonas Merten et David Obwegeser |
| 23               | Tirs                                                                    | 32                  | | Arbitrage : Christoph Sternat et Michael Tscherrig Juges de lignes : Jonas Merten et David Obwegeser |

| 25 mai | Suisse | 0-7 (0-2, 0-2, 0-3) | Suède | Centre sportif olympique |

| Feuille de match                            | Feuille de match | Feuille de match            | Feuille de match | Feuille de match                                                                               |
| ------------------------------------------- | ---------------- | --------------------------- | --- | ---------------------------------------------------------------------------------------------- |
|                                             |                  | 0-1 0-2 0-3 0-4 0-5 0-6 0-7 | Frödén (Pilut, Nygren) — 8 min 35 s A. Kempe (Tömmernes, Lundkvist) — 10 min Olofsson (Lundkvist) — 22 min 33 s (SN) Frödén (Wingerli, Dahlbeck) — 30 min 24 s Nygren (Rakell, A. Kempe) — 41 min 18 s Lundkvist (A. Kempe, Tömmernes) — 47 min 14 s Tömmernes (Frödén, Lundkvist) — 50 min 46 s | Arbitrage : Roman Gofman et Maxim Sidorenko Juges de lignes : Dmitri Golyak et Nikita Shalagin |
| Genoni (30 min 24 s) Nyffeler (29 min 36 s) | Gardiens         | Reideborn                   | | Arbitrage : Roman Gofman et Maxim Sidorenko Juges de lignes : Dmitri Golyak et Nikita Shalagin |
| 14 min                                      | Pénalités        | 10 min                      | | Arbitrage : Roman Gofman et Maxim Sidorenko Juges de lignes : Dmitri Golyak et Nikita Shalagin |
| 28                                          | Tirs             | 27                          | | Arbitrage : Roman Gofman et Maxim Sidorenko Juges de lignes : Dmitri Golyak et Nikita Shalagin |

| 26 mai | ROC | 3-0 (0-0, 1-0, 2-0) | Danemark | Centre sportif olympique |

| Feuille de match | Feuille de match                                                                                           | Feuille de match | Feuille de match | Feuille de match                                                                            |
| ---------------- | --- | ---------------- | ---------------- | ------------------------------------------------------------------------------------------- |
|                  | Morozov (Voronkov, Bourdassov) — 39 min 18 s (SN) Barabanov — 49 min 41 s Voronkov (Morozov) — 56 min 35 s | 1-0 2-0 3-0      |                  | Arbitrage : Tobias Björk et Mikael Nord Juges de lignes : Ludvig Lundgren et Emil Yletyinen |
| Samonov          | Gardiens                                                                                                   | Dahm             |                  | Arbitrage : Tobias Björk et Mikael Nord Juges de lignes : Ludvig Lundgren et Emil Yletyinen |
| 4 min            | Pénalités                                                                                                  | 8 min            |                  | Arbitrage : Tobias Björk et Mikael Nord Juges de lignes : Ludvig Lundgren et Emil Yletyinen |
| 31               | Tirs | 18               |                  | Arbitrage : Tobias Björk et Mikael Nord Juges de lignes : Ludvig Lundgren et Emil Yletyinen |

| 26 mai | Biélorussie | 3-4 (0-1, 1-2, 2-1) | Grande-Bretagne | Centre sportif olympique |

| Feuille de match | Feuille de match | Feuille de match            | Feuille de match | Feuille de match                                                                    |
| ---------------- | --- | --------------------------- | --- | ----------------------------------------------------------------------------------- |
|                  | - Kodola (Bailen, Prince) — 29 min 15 s - Platt (Paré, Kodola) — 51 min 19 s Prince (Charangovitch, Protas) — 57 min 43 s | 0-1 1-1 1-2 1-3 1-4 2-4 3-4 | Kirk — 13 min 38 s - Davies (Myers) — 37 min 6 s Kirk (O'Connor, Dowd) — 38 min 35 s Hammond (Richardson) — 48 min 41 s - | Arbitrage : Robin Šír et Peter Staňo Juges de lignes : Jiří Ondráček et Šimon Synek |
| Taylor           | Gardiens | Bowns                       | | Arbitrage : Robin Šír et Peter Staňo Juges de lignes : Jiří Ondráček et Šimon Synek |
| 6 min            | Pénalités | 4 min                       | | Arbitrage : Robin Šír et Peter Staňo Juges de lignes : Jiří Ondráček et Šimon Synek |
| 36               | Tirs | 26                          | | Arbitrage : Robin Šír et Peter Staňo Juges de lignes : Jiří Ondráček et Šimon Synek |

| 27 mai | Suisse | 8-1 (1-0, 3-0, 4-1) | Slovaquie | Centre sportif olympique |

| Feuille de match | Feuille de match | Feuille de match                    | Feuille de match                     | Feuille de match                                                                                  |
| ---------------- | --- | ----------------------------------- | ------------------------------------ | ------------------------------------------------------------------------------------------------- |
|                  | Diaz (Hofmann, Andrighetto) — 9 min 47 s (SN) Andrighetto (Diaz, Hofmann) — 20 min 25 s (SN) Loeffel (Scherwey, Bertschy) — 25 min 17 s Hofmann (Corvi, Loeffel) — 36 min 11 s Meier (Alatalo, Kurashev) — 40 min 38 s (SN) Kurashev (Untersander, Ambühl) — 44 min 34 s - Hofmann (Ambühl, Andrighetto) — 52 min 39 s (SN) Loeffel (Moser, Bertschy) — 54 min 3 s (SN) | 1-0 2-0 3-0 4-0 5-0 6-0 6-1 7-1 8-1 | - Krištof (Cehlárik) — 45 min 12 s - | Arbitrage : Martin Fraňo et Olivier Gouin Juges de lignes : Nicolas Constantineau et Brian Oliver |
| Berra            | Gardiens | Hudáček                             |                                      | Arbitrage : Martin Fraňo et Olivier Gouin Juges de lignes : Nicolas Constantineau et Brian Oliver |
| 8 min            | Pénalités | 60 min                              |                                      | Arbitrage : Martin Fraňo et Olivier Gouin Juges de lignes : Nicolas Constantineau et Brian Oliver |
| 28               | Tirs | 24                                  |                                      | Arbitrage : Martin Fraňo et Olivier Gouin Juges de lignes : Nicolas Constantineau et Brian Oliver |

| 27 mai | Suède | 2-4 (2-0, 0-0, 0-4) | Tchéquie | Centre sportif olympique |

| Feuille de match | Feuille de match                                                              | Feuille de match        | Feuille de match | Feuille de match                                                                              |
| ---------------- | ----------------------------------------------------------------------------- | ----------------------- | --- | --------------------------------------------------------------------------------------------- |
|                  | Wingerli (Friberg) — 12 min 8 s Rakell (A. Kempe, Nygren) — 15 min 2 s (SN) - | 1-0 2-0 2-1 2-2 2-3 2-4 | - Vrána (Stránský) — 41 min 10 s (SN) Kovář (Sekáč, Kubalík) — 44 min 53 s (SN) Klok (Kovář) — 48 min 17 s Flek (Kubalík) — 58 min 26 s (CV) | Arbitrage : Roman Gofman et Yevgeni Romasko Juges de lignes : Gleb Lazarev et Nikita Shalagin |
| Reideborn        | Gardiens                                                                      | Hrubec                  | | Arbitrage : Roman Gofman et Yevgeni Romasko Juges de lignes : Gleb Lazarev et Nikita Shalagin |
| 10 min           | Pénalités                                                                     | 10 min                  | | Arbitrage : Roman Gofman et Yevgeni Romasko Juges de lignes : Gleb Lazarev et Nikita Shalagin |
| 29               | Tirs                                                                          | 24                      | | Arbitrage : Roman Gofman et Yevgeni Romasko Juges de lignes : Gleb Lazarev et Nikita Shalagin |

| 28 mai | Suède | 4-1 (1-1, 2-0, 1-0) | Grande-Bretagne | Centre sportif olympique |

| Feuille de match | Feuille de match | Feuille de match    | Feuille de match               | Feuille de match                                                                               |
| ---------------- | --- | ------------------- | ------------------------------ | ---------------------------------------------------------------------------------------------- |
|                  | - Sörensen (Olofsson, Tömmernes) — 15 min 18 s Pudas (Pilut, Wingerli) — 27 min M. Kempe (Sörensen) — 32 min 8 s M. Kempe (Sörensen) — 52 min 34 s | 0-1 1-1 2-1 3-1 4-1 | Kirk (Phillips) — 7 min 20 s - | Arbitrage : Andris Ansons et Kristian Vikman Juges de lignes : Lauri Nikulainen et Dāvis Zunde |
| Fasth            | Gardiens | Bowns               |                                | Arbitrage : Andris Ansons et Kristian Vikman Juges de lignes : Lauri Nikulainen et Dāvis Zunde |
| 0 min            | Pénalités | 8 min               |                                | Arbitrage : Andris Ansons et Kristian Vikman Juges de lignes : Lauri Nikulainen et Dāvis Zunde |
| 56               | Tirs | 14                  |                                | Arbitrage : Andris Ansons et Kristian Vikman Juges de lignes : Lauri Nikulainen et Dāvis Zunde |

| 28 mai | Danemark | 5-2 (1-1, 0-1, 4-0) | Biélorussie | Centre sportif olympique |

| Feuille de match | Feuille de match | Feuille de match            | Feuille de match                                                                               | Feuille de match                                                                                   |
| ---------------- | --- | --------------------------- | ---------------------------------------------------------------------------------------------- | -------------------------------------------------------------------------------------------------- |
|                  | - Meyer (M. Lauridsen) — 5 min 29 s (SN) - Asperup (From, Jensen Aabo) — 44 min 58 s From (True) — 47 min 48 s M. Lauridsen (Hardt, Lassen) — 49 min 53 s True (Lassen, Hardt) — 52 min 15 s | 0-1 1-1 1-2 2-2 3-2 4-2 5-2 | Dziamko (Kodola, Korabaw) — 2 min 12 s - Stefanovitch (Falkovski, Protas) — 30 min 20 s (SN) - | Arbitrage : André Schrader et Christoph Sternat Juges de lignes : David Obwegeser et Elias Seewald |
| Dahm             | Gardiens | Kolossov                    |                                                                                                | Arbitrage : André Schrader et Christoph Sternat Juges de lignes : David Obwegeser et Elias Seewald |
| 6 min            | Pénalités | 29 min                      |                                                                                                | Arbitrage : André Schrader et Christoph Sternat Juges de lignes : David Obwegeser et Elias Seewald |
| 37               | Tirs | 18                          |                                                                                                | Arbitrage : André Schrader et Christoph Sternat Juges de lignes : David Obwegeser et Elias Seewald |

| 29 mai | Tchéquie | 6-1 (1-0, 3-1, 2-0) | Grande-Bretagne | Centre sportif olympique |

| Feuille de match | Feuille de match | Feuille de match                          | Feuille de match                                | Feuille de match                                                                             |
| ---------------- | --- | ----------------------------------------- | ----------------------------------------------- | -------------------------------------------------------------------------------------------- |
|                  | Klok (Špaček) — 8 min 1 s Hronek (Zadina) — 20 min 33 s Šulák (Špaček, Sekáč) — 24 min 29 s Chytil (D. Musil) — 32 min 7 s - Lenc (Hanzl) — 51 min 33 s Šulák (Hanzl, Klok) — 57 min 58 s | 1-0 2-0 3-0 4-0 4-1 5-1 6-1               | - Myers (Richardson, Kirk) — 39 min 37 s (SN) - | Arbitrage : Mads Frandsen et Mikael Nord Juges de lignes : Andreas Krøyer et Ludvig Lundgren |
| Will             | Gardiens | Whistle (48 min 43 s) Bowns (11 min 17 s) |                                                 | Arbitrage : Mads Frandsen et Mikael Nord Juges de lignes : Andreas Krøyer et Ludvig Lundgren |
| 6 min            | Pénalités | 16 min                                    |                                                 | Arbitrage : Mads Frandsen et Mikael Nord Juges de lignes : Andreas Krøyer et Ludvig Lundgren |
| 46               | Tirs | 19                                        |                                                 | Arbitrage : Mads Frandsen et Mikael Nord Juges de lignes : Andreas Krøyer et Ludvig Lundgren |

| 29 mai | Suisse | 1-4 (0-0, 0-1, 1-3) | ROC | Centre sportif olympique |

| Feuille de match | Feuille de match                    | Feuille de match    | Feuille de match | Feuille de match                                                                                       |
| ---------------- | ----------------------------------- | ------------------- | --- | --- |
|                  | - Hischier (Ambühl) — 48 min 12 s - | 0-1 1-1 1-2 1-3 1-4 | Bourdassov (Galimov) — 35 min 1 s (SN) - Karnaoukhov (Toltchinski, Barabanov) — 50 min 26 s Toltchinski (Slepychev, Provorov) — 52 min 38 s Toltchinski (Barabanov, Karnaoukhov) — 59 min 58 s (CV) | Arbitrage : Andrew Bruggeman et Oliver Gouin Juges de lignes : Nicolas Constantineau et Dustin McCrank |
| Berra            | Gardiens                            | Samonov             | | Arbitrage : Andrew Bruggeman et Oliver Gouin Juges de lignes : Nicolas Constantineau et Dustin McCrank |
| 2 min            | Pénalités                           | 4 min               | | Arbitrage : Andrew Bruggeman et Oliver Gouin Juges de lignes : Nicolas Constantineau et Dustin McCrank |
| 23               | Tirs                                | 26                  | | Arbitrage : Andrew Bruggeman et Oliver Gouin Juges de lignes : Nicolas Constantineau et Dustin McCrank |

| 29 mai | Slovaquie | 2-0 (0-0, 0-0, 2-0) | Danemark | Centre sportif olympique |

| Feuille de match | Feuille de match                                                                 | Feuille de match | Feuille de match | Feuille de match                                                                             |
| ---------------- | -------------------------------------------------------------------------------- | ---------------- | ---------------- | -------------------------------------------------------------------------------------------- |
|                  | Cehlárik (Hrivík, Lantoši) — 47 min 13 s Jánošík (Lantoši, Hrivík) — 52 min 25 s | 1-0 2-0          |                  | Arbitrage : Andris Ansons et Lassi Heikkinen Juges de lignes : Hannu Sormunen et Dāvis Zunde |
| Hudáček          | Gardiens                                                                         | Dahm             |                  | Arbitrage : Andris Ansons et Lassi Heikkinen Juges de lignes : Hannu Sormunen et Dāvis Zunde |
| 6 min            | Pénalités                                                                        | 2 min            |                  | Arbitrage : Andris Ansons et Lassi Heikkinen Juges de lignes : Hannu Sormunen et Dāvis Zunde |
| 34               | Tirs                                                                             | 34               |                  | Arbitrage : Andris Ansons et Lassi Heikkinen Juges de lignes : Hannu Sormunen et Dāvis Zunde |

| 30 mai | Biélorussie | 0-6 (0-2, 0-2, 0-2) | Suisse | Centre sportif olympique |

| Feuille de match                            | Feuille de match | Feuille de match        | Feuille de match | Feuille de match                                                                           |
| ------------------------------------------- | ---------------- | ----------------------- | --- | ------------------------------------------------------------------------------------------ |
|                                             |                  | 0-1 0-2 0-3 0-4 0-5 0-6 | Bertschy (Herzog, Scherwey) — 36 s Vermin (Meier) — 18 min 1 s Andrighetto (Vermin) — 21 min 9 s Hofmann (Corvi) — 32 min 15 s Vermin (Meier) — 52 min 3 s Herzog (Hischier) — 57 min 43 s (IN) | Arbitrage : Tobias Björk et Mikael Nord Juges de lignes : Andreas Krøyer et Emil Yletyinen |
| Chostak (21 min 9 s) Kolossov (38 min 51 s) | Gardiens         | Genoni                  | | Arbitrage : Tobias Björk et Mikael Nord Juges de lignes : Andreas Krøyer et Emil Yletyinen |
| 18 min                                      | Pénalités        | 18 min                  | | Arbitrage : Tobias Björk et Mikael Nord Juges de lignes : Andreas Krøyer et Emil Yletyinen |
| 20                                          | Tirs             | 42                      | | Arbitrage : Tobias Björk et Mikael Nord Juges de lignes : Andreas Krøyer et Emil Yletyinen |

| 30 mai | Suède | 3-1 (0-1, 1-0, 2-0) | Slovaquie | Centre sportif olympique |

| Feuille de match | Feuille de match | Feuille de match | Feuille de match        | Feuille de match                                                                                   |
| ---------------- | --- | ---------------- | ----------------------- | -------------------------------------------------------------------------------------------------- |
|                  | - Sörensen (Friberg) — 30 min 15 s Olofsson (Tömmernes) — 51 min 38 s (SN) Lundeström (Hållander) — 59 min 47 s (IN + CV) | 0-1 1-1 2-1 3-1  | Cehlárik — 19 min 7 s - | Arbitrage : André Schrader et Michael Tscherrig Juges de lignes : David Obwegeser et Elias Seewald |
| Reideborn        | Gardiens | Húska            |                         | Arbitrage : André Schrader et Michael Tscherrig Juges de lignes : David Obwegeser et Elias Seewald |
| 10 min           | Pénalités | 6 min            |                         | Arbitrage : André Schrader et Michael Tscherrig Juges de lignes : David Obwegeser et Elias Seewald |
| 29               | Tirs | 30               |                         | Arbitrage : André Schrader et Michael Tscherrig Juges de lignes : David Obwegeser et Elias Seewald |

| 31 mai | Tchéquie | 2-1 (TB) (0-1, 0-0, 1-0, 0-0, 1-0) | Danemark | Centre sportif olympique |

| Feuille de match | Feuille de match                                             | Feuille de match | Feuille de match                                        | Feuille de match                                                                              |
| ---------------- | ------------------------------------------------------------ | ---------------- | ------------------------------------------------------- | --------------------------------------------------------------------------------------------- |
|                  | - Kubalík (Chytil, Vrána) — 45 min 23 s Chytil — 65 min (TB) | 0-1 1-1 2-1      | Nick. Jensen (M. Lauridsen, Olesen) — 3 min 41 s (SN) - | Arbitrage : Roman Gofman et Yevgeni Romasko Juges de lignes : Gleb Lazarev et Nikita Shalagin |
| Hrubec           | Gardiens                                                     | Dahm             |                                                         | Arbitrage : Roman Gofman et Yevgeni Romasko Juges de lignes : Gleb Lazarev et Nikita Shalagin |
| 4 min            | Pénalités                                                    | 8 min            |                                                         | Arbitrage : Roman Gofman et Yevgeni Romasko Juges de lignes : Gleb Lazarev et Nikita Shalagin |
| 39               | Tirs                                                         | 13               |                                                         | Arbitrage : Roman Gofman et Yevgeni Romasko Juges de lignes : Gleb Lazarev et Nikita Shalagin |

| 31 mai | ROC | 3-2 (TB) (0-1, 0-0, 2-1, 0-0, 1-0) | Suède | Centre sportif olympique |

| Feuille de match | Feuille de match                                                                                            | Feuille de match    | Feuille de match                                                                          | Feuille de match                                                                                     |
| ---------------- | --- | ------------------- | ----------------------------------------------------------------------------------------- | --- |
|                  | - Slepychev (Orlov) — 52 min 34 s Barabanov (Tarassenko, Nesterov) — 52 min 46 s - Tarassenko — 65 min (TB) | 0-1 1-1 2-1 2-2 3-2 | Frödén (Lindberg, A. Kempe) — 8 min 6 s - Olofsson (Sellgren, Lundeström) — 55 min 17 s - | Arbitrage : Andrew Bruggeman et Oliver Gouin Juges de lignes : Nicolas Constantineau et Brian Oliver |
| Samonov          | Gardiens | Reideborn           |                                                                                           | Arbitrage : Andrew Bruggeman et Oliver Gouin Juges de lignes : Nicolas Constantineau et Brian Oliver |
| 10 min           | Pénalités                                                                                                   | 4 min               |                                                                                           | Arbitrage : Andrew Bruggeman et Oliver Gouin Juges de lignes : Nicolas Constantineau et Brian Oliver |
| 27               | Tirs | 30                  |                                                                                           | Arbitrage : Andrew Bruggeman et Oliver Gouin Juges de lignes : Nicolas Constantineau et Brian Oliver |

| 1er juin | Suisse | 6-3 (2-1, 4-1, 0-1) | Grande-Bretagne | Centre sportif olympique |

| Feuille de match                 | Feuille de match | Feuille de match                    | Feuille de match                                                                                        | Feuille de match                                                                      |
| -------------------------------- | --- | ----------------------------------- | --- | ------------------------------------------------------------------------------------- |
|                                  | Hofmann (Corvi, Moser) — 10 min 31 s - Loeffel (Scherwey, Siegenthaler) — 16 min 42 s - Alatalo (Corvi, Hischier) — 30 min 7 s (SN) Bertschy (Scherwey) — 30 min 20 s Bertschy (Diaz, Scherwey) — 36 min 9 s Hischier (Kurashev) — 37 min 45 s - | 1-0 1-1 2-1 2-2 3-2 4-2 5-2 6-2 6-3 | - Kirk — 11 min 8 s - Kirk (Richardson, Hammond) — 25 min 34 s - Connolly (Kirk, Hammond) — 53 min 57 s | Arbitrage : Martin Fraňo et Robin Šír Juges de lignes : Daniel Hynek et Jiří Ondráček |
| Berra (40 min) Nyffeler (20 min) | Gardiens | Bowns (40 min) Whistle (20 min)     | | Arbitrage : Martin Fraňo et Robin Šír Juges de lignes : Daniel Hynek et Jiří Ondráček |
| 16 min                           | Pénalités | 8 min                               | | Arbitrage : Martin Fraňo et Robin Šír Juges de lignes : Daniel Hynek et Jiří Ondráček |
| 53                               | Tirs | 26                                  | | Arbitrage : Martin Fraňo et Robin Šír Juges de lignes : Daniel Hynek et Jiří Ondráček |

| 1er juin | Slovaquie | 3-7 (0-2, 1-2, 2-3) | Tchéquie | Centre sportif olympique |

| Feuille de match                     | Feuille de match | Feuille de match                        | Feuille de match | Feuille de match                                                                                     |
| ------------------------------------ | --- | --------------------------------------- | --- | --- |
|                                      | - Sukeľ (Faško-Rudáš) — 26 min 53 s - Bučko (Holešinský, Buc) — 48 min 45 s Pospíšil (Cehlárik, Gachulinec) — 58 min 57 s - | 0-1 0-2 0-3 1-3 1-4 1-5 1-6 2-6 3-6 3-7 | Zadina (Hájek, Moravčík) — 29 s Špaček (Zadina) — 15 min 4 s Radil (Šustr, Šulák) — 22 min 49 s - Šulák (Špaček) — 39 min 49 s (SN) Stránský — 43 min 31 s Blümel (Stránský, Moravčík) — 45 min 47 s - Hájek (Hanzl, Smejkal) — 59 min 43 s (CV) | Arbitrage : Andrew Bruggeman et Oliver Gouin Juges de lignes : Nicolas Constantineau et Brian Oliver |
| Hudáček (40 min) Húska (19 min 43 s) | Gardiens | Will                                    | | Arbitrage : Andrew Bruggeman et Oliver Gouin Juges de lignes : Nicolas Constantineau et Brian Oliver |
| 6 min                                | Pénalités | 6 min                                   | | Arbitrage : Andrew Bruggeman et Oliver Gouin Juges de lignes : Nicolas Constantineau et Brian Oliver |
| 25                                   | Tirs | 28                                      | | Arbitrage : Andrew Bruggeman et Oliver Gouin Juges de lignes : Nicolas Constantineau et Brian Oliver |

| 1er juin | ROC | 6-0 (5-0, 0-0, 1-0) | Biélorussie | Centre sportif olympique |

| Feuille de match | Feuille de match | Feuille de match                            | Feuille de match | Feuille de match                                                                                |
| ---------------- | --- | ------------------------------------------- | ---------------- | ----------------------------------------------------------------------------------------------- |
|                  | Nesterov (Grigorenko) — 36 s Galimov (Gavrikov) — 4 min 29 s Chalounov (Zadorov, Nesterov) — 9 min 6 s Grigorenko (Slepychev, Voronkov) — 10 min 52 s Nesterov (Tarassenko, Barabanov) — 16 min 28 s Voronkov (Slepychev, Grigorenko) — 52 min 8 s | 1-0 2-0 3-0 4-0 5-0 6-0                     |                  | Arbitrage : André Schrader et Christoph Sternat Juges de lignes : Jonas Merten et Elias Seewald |
| Samonov          | Gardiens | Chostak (4 min 29 s) Kolossov (55 min 31 s) |                  | Arbitrage : André Schrader et Christoph Sternat Juges de lignes : Jonas Merten et Elias Seewald |
| 6 min            | Pénalités | 12 min                                      |                  | Arbitrage : André Schrader et Christoph Sternat Juges de lignes : Jonas Merten et Elias Seewald |
| 32               | Tirs | 19                                          |                  | Arbitrage : André Schrader et Christoph Sternat Juges de lignes : Jonas Merten et Elias Seewald |

##### Classement
| Clt   | Équipe                       | PJ | V | VP | D | DP | BP | BC | Diff | Pts |
| ----- | ---------------------------- | -- | - | -- | - | -- | -- | -- | ---- | --- |
| +001, | ROC (Comité olympique russe) | 7  | 5 | 1  | 1 | 0  | 28 | 10 | +18  | 17  |
| +002, | Suisse                       | 7  | 5 | 0  | 2 | 0  | 27 | 17 | +10  | 15  |
| +003, | Tchéquie                     | 7  | 3 | 2  | 2 | 0  | 27 | 18 | +9   | 13  |
| +004, | Slovaquie                    | 7  | 4 | 0  | 3 | 0  | 17 | 22 | -5   | 12  |
| +005, | Suède                        | 7  | 3 | 0  | 3 | 1  | 21 | 14 | +7   | 10  |
| +006, | Danemark                     | 7  | 2 | 1  | 3 | 1  | 13 | 15 | -1   | 9   |
| +007, | Grande-Bretagne              | 7  | 1 | 0  | 5 | 1  | 13 | 31 | -18  | 4   |
| +008, | Biélorussie                  | 7  | 1 | 0  | 5 | 1  | 10 | 29 | -19  | 4   |

- En gras : qualifié pour les quarts de finale

Pour les significations des abréviations, voir statistiques du hockey sur glace.

#### Groupe B

##### Matchs
| 21 mai | Allemagne | 9-4 (2-2, 5-0, 2-2) | Italie | Riga Arena 0 spectateurs |

| Feuille de match | Feuille de match | Feuille de match                                    | Feuille de match | Feuille de match                                                                              |
| ---------------- | --- | --------------------------------------------------- | --- | --------------------------------------------------------------------------------------------- |
|                  | Kühnhackl (Krämmer) — 15 min 56 s - M. Müller (Eisenschmid, Loibl) — 18 min 44 s Rieder (Kühnhackl, Krämmer) — 24 min 23 s Tiffels (Eisenschmid, Plachta) — 27 min 47 s (SN) Noebels (J. Müller, Pföderl) — 35 min 13 s Reichel (Seider) — 37 min 52 s Noebels (Pföderl, Reichel) — 38 min 35 s Plachta (Tiffels, Holzer) — 42 min 35 s (IN) - Pföderl (Noebels, Reichel) — 48 min 52 s | 1-0 1-1 1-2 2-2 3-2 4-2 5-2 6-2 7-2 8-2 8-3 8-4 9-4 | - Petan (Miceli) — 17 min 42 s Frigo (Magnabosco, Bardaro) — 18 min 7 s - Bardaro (Deluca) — 43 min 22 s (SN) Frank (Frigo) — 44 min 6 s (SN) - | Arbitrage : Andrew Bruggeman et Martin Fraňo Juges de lignes : Dustin McCrank et Brian Oliver |
| Brückmann        | Gardiens | Fazio                                               | | Arbitrage : Andrew Bruggeman et Martin Fraňo Juges de lignes : Dustin McCrank et Brian Oliver |
| 29 min           | Pénalités | 6 min                                               | | Arbitrage : Andrew Bruggeman et Martin Fraňo Juges de lignes : Dustin McCrank et Brian Oliver |
| 52               | Tirs | 13                                                  | | Arbitrage : Andrew Bruggeman et Martin Fraňo Juges de lignes : Dustin McCrank et Brian Oliver |

| 21 mai | Canada | 0-2 (0-1, 0-1, 0-0) | Lettonie | Riga Arena |

| Feuille de match | Feuille de match | Feuille de match | Feuille de match                                                             | Feuille de match                                                                                  |
| ---------------- | ---------------- | ---------------- | ---------------------------------------------------------------------------- | ------------------------------------------------------------------------------------------------- |
|                  |                  | 0-1 0-2          | Indrašis (Ķēniņš, Freibergs) — 19 min 58 s (SN) Batņa (Ķēniņš) — 28 min 39 s | Arbitrage : André Schrader et Michael Tscherrig Juges de lignes : Jonas Merten et David Obwegeser |
| Kuemper          | Gardiens         | Kivlenieks       |                                                                              | Arbitrage : André Schrader et Michael Tscherrig Juges de lignes : Jonas Merten et David Obwegeser |
| 8 min            | Pénalités        | 8 min            |                                                                              | Arbitrage : André Schrader et Michael Tscherrig Juges de lignes : Jonas Merten et David Obwegeser |
| 38               | Tirs             | 17               |                                                                              | Arbitrage : André Schrader et Michael Tscherrig Juges de lignes : Jonas Merten et David Obwegeser |

| 22 mai | Norvège | 1-5 (0-1, 1-3, 0-1) | Allemagne | Riga Arena |

| Feuille de match | Feuille de match                             | Feuille de match        | Feuille de match | Feuille de match                                                                                       |
| ---------------- | -------------------------------------------- | ----------------------- | --- | --- |
|                  | - Lilleberg (M. Olimb, Haga) — 36 min 21 s - | 0-1 0-2 0-3 0-4 1-4 1-5 | Plachta (M. Müller, Seider) — 19 min 44 s Gawanke (Brandt, Noebels) — 23 min 19 s (SN) Pföderl (Reichel, Noebels) — 26 min 4 s Reichel — 30 min 35 s - Bergmann (Nowak, Krämmer) — 44 min 41 s | Arbitrage : Andrew Bruggeman et Oliver Gouin Juges de lignes : Nicolas Constantineau et Dustin McCrank |
| Haukeland        | Gardiens                                     | Niederberger            | | Arbitrage : Andrew Bruggeman et Oliver Gouin Juges de lignes : Nicolas Constantineau et Dustin McCrank |
| 16 min           | Pénalités                                    | 4 min                   | | Arbitrage : Andrew Bruggeman et Oliver Gouin Juges de lignes : Nicolas Constantineau et Dustin McCrank |
| 25               | Tirs                                         | 26                      | | Arbitrage : Andrew Bruggeman et Oliver Gouin Juges de lignes : Nicolas Constantineau et Dustin McCrank |

| 22 mai | Finlande | 2-1 (0-0, 2-1, 0-0) | États-Unis | Riga Arena |

| Feuille de match | Feuille de match                                                                      | Feuille de match | Feuille de match                        | Feuille de match                                                                           |
| ---------------- | ------------------------------------------------------------------------------------- | ---------------- | --------------------------------------- | ------------------------------------------------------------------------------------------ |
|                  | Ohtamaa (Mäenalanen, Anttila) — 26 min 54 s Pakarinen (Pokka, Määttä) — 35 min 41 s - | 1-0 2-0 2-1      | - Robertson (Wolanin) — 38 min 1 s (SN) | Arbitrage : Antonín Jeřábek et Peter Staňo Juges de lignes : Daniel Hynek et Jiří Ondráček |
| Olkinuora        | Gardiens                                                                              | Petersen         |                                         | Arbitrage : Antonín Jeřábek et Peter Staňo Juges de lignes : Daniel Hynek et Jiří Ondráček |
| 4 min            | Pénalités                                                                             | 2 min            |                                         | Arbitrage : Antonín Jeřábek et Peter Staňo Juges de lignes : Daniel Hynek et Jiří Ondráček |
| 29               | Tirs                                                                                  | 30               |                                         | Arbitrage : Antonín Jeřábek et Peter Staňo Juges de lignes : Daniel Hynek et Jiří Ondráček |

| 22 mai | Lettonie | 2-3 (TB) (0-0, 1-1, 1-1, 0-0, 0-1) | Kazakhstan | Riga Arena |

| Feuille de match | Feuille de match                                                        | Feuille de match    | Feuille de match | Feuille de match                                                                            |
| ---------------- | ----------------------------------------------------------------------- | ------------------- | --- | ------------------------------------------------------------------------------------------- |
|                  | Dārziņš (Daugaviņš) — 27 min 44 s - Bukarts (Cibuļskis) — 45 min 25 s - | 1-0 1-1 2-1 2-2 2-3 | - Chine (Startchenko, Dietz) — 38 min 59 s (SN) - Blacker (Svedberg, Sagadeïev) — 45 min 37 s Startchenko — 65 min (TB) | Arbitrage : Mads Frandsen et Mikael Nord Juges de lignes : Andreas Krøyer et Emil Yletyinen |
| Kivlenieks       | Gardiens                                                                | Boyarkine           | | Arbitrage : Mads Frandsen et Mikael Nord Juges de lignes : Andreas Krøyer et Emil Yletyinen |
| 8 min            | Pénalités                                                               | 4 min               | | Arbitrage : Mads Frandsen et Mikael Nord Juges de lignes : Andreas Krøyer et Emil Yletyinen |
| 14               | Tirs                                                                    | 32                  | | Arbitrage : Mads Frandsen et Mikael Nord Juges de lignes : Andreas Krøyer et Emil Yletyinen |

| 23 mai | Norvège | 4-1 (1-0, 2-0, 1-1) | Italie | Riga Arena |

| Feuille de match | Feuille de match | Feuille de match    | Feuille de match                               | Feuille de match                                                                              |
| ---------------- | --- | ------------------- | ---------------------------------------------- | --------------------------------------------------------------------------------------------- |
|                  | Trettenes (Olden, Lesund) — 10 min 4 s Rosseli Olsen (M. Olimb, Espeland) — 25 min 12 s Trettenes (Olden, Lindström) — 36 min 1 s Trettenes (Lesund, Lindström) — 40 min 59 s - | 1-0 2-0 3-0 4-0 4-1 | - Frank (Andergassen, Marchetti) — 51 min 55 s | Arbitrage : Tobias Björk et Mads Frandsen Juges de lignes : Ludvig Lundgren et Emil Yletyinen |
| Haukeland        | Gardiens | Fadani              |                                                | Arbitrage : Tobias Björk et Mads Frandsen Juges de lignes : Ludvig Lundgren et Emil Yletyinen |
| 2 min            | Pénalités | 18 min              |                                                | Arbitrage : Tobias Björk et Mads Frandsen Juges de lignes : Ludvig Lundgren et Emil Yletyinen |
| 39               | Tirs | 18                  |                                                | Arbitrage : Tobias Björk et Mads Frandsen Juges de lignes : Ludvig Lundgren et Emil Yletyinen |

| 23 mai | Kazakhstan | 2-1 (TB) (0-0, 1-1, 0-0, 0-0, 1-0) | Finlande | Riga Arena |

| Feuille de match | Feuille de match                                                   | Feuille de match | Feuille de match                             | Feuille de match                                                                                 |
| ---------------- | ------------------------------------------------------------------ | ---------------- | -------------------------------------------- | ------------------------------------------------------------------------------------------------ |
|                  | - Panioukov (Mikhaïlis) — 35 min 56 s (SN) Mikhaïlis — 65 min (TB) | 0-1 1-1 2-1      | Lundell (Lindbohm, Ruohomaa) — 33 min 24 s - | Arbitrage : Yevgeni Romasko et Maxim Sidorenko Juges de lignes : Gleb Lazarev et Nikita Shalagin |
| Boyarkine        | Gardiens                                                           | Säteri           |                                              | Arbitrage : Yevgeni Romasko et Maxim Sidorenko Juges de lignes : Gleb Lazarev et Nikita Shalagin |
| 4 min            | Pénalités                                                          | 4 min            |                                              | Arbitrage : Yevgeni Romasko et Maxim Sidorenko Juges de lignes : Gleb Lazarev et Nikita Shalagin |
| 20               | Tirs                                                               | 51               |                                              | Arbitrage : Yevgeni Romasko et Maxim Sidorenko Juges de lignes : Gleb Lazarev et Nikita Shalagin |

| 23 mai | Canada | 1-5 (0-1, 0-3, 1-1) | États-Unis | Riga Arena |

| Feuille de match                    | Feuille de match                    | Feuille de match                                         | Feuille de match | Feuille de match                                                                                   |
| ----------------------------------- | ----------------------------------- | -------------------------------------------------------- | --- | -------------------------------------------------------------------------------------------------- |
|                                     | - Comtois (Beaudin) — 51 min 35 s - | 0-1 0-2 0-3 0-4 1-4 1-5                                  | Robertson (Garland) — 7 min 42 s Clendening (Hellickson) — 21 min 19 s Moore (Robertson) — 23 min 27 s (SN) Moore (Garland) — 38 min 20 s - Tennyson (Clendening) — 57 min 6 s | Arbitrage : André Schrader et Christoph Sternat Juges de lignes : David Obwegeser et Elias Seewald |
| Kuemper (40 min) Adin Hill (20 min) | Gardiens                            | Jake Oettinger (55 min 2 s) Anthony Stolarz (4 min 58 s) | | Arbitrage : André Schrader et Christoph Sternat Juges de lignes : David Obwegeser et Elias Seewald |
| 6 min                               | Pénalités                           | 4 min                                                    | | Arbitrage : André Schrader et Christoph Sternat Juges de lignes : David Obwegeser et Elias Seewald |
| 29                                  | Tirs                                | 23                                                       | | Arbitrage : André Schrader et Christoph Sternat Juges de lignes : David Obwegeser et Elias Seewald |

| 24 mai | Lettonie | 3-0 (0-0, 1-0, 2-0) | Italie | Riga Arena |

| Feuille de match | Feuille de match                                                                                               | Feuille de match | Feuille de match | Feuille de match                                                                                       |
| ---------------- | --- | ---------------- | ---------------- | --- |
|                  | Karsums (Krastenbergs) — 32 min 8 s Dārziņš (Džeriņš, Freibergs) — 58 min 48 s (CV) Karsums — 59 min 48 s (CV) | 1-0 2-0 3-0      |                  | Arbitrage : Andrew Bruggeman et Olivier Gouin Juges de lignes : Nicolas Constantineau et DustinMcCrank |
| Punnenovs        | Gardiens | Fazio            |                  | Arbitrage : Andrew Bruggeman et Olivier Gouin Juges de lignes : Nicolas Constantineau et DustinMcCrank |
| 16 min           | Pénalités | 8 min            |                  | Arbitrage : Andrew Bruggeman et Olivier Gouin Juges de lignes : Nicolas Constantineau et DustinMcCrank |
| 44               | Tirs | 12               |                  | Arbitrage : Andrew Bruggeman et Olivier Gouin Juges de lignes : Nicolas Constantineau et DustinMcCrank |

| 24 mai | Allemagne | 3-1 (2-1, 0-0, 1-0) | Canada | Riga Arena |

| Feuille de match | Feuille de match | Feuille de match | Feuille de match                | Feuille de match                                                                            |
| ---------------- | --- | ---------------- | ------------------------------- | ------------------------------------------------------------------------------------------- |
|                  | Loibl (Kühnhackl, Rieder) — 10 min 46 s Plachta (Eisenschmid) — 11 min 24 s - Holzer (Plachta, Noebels) — 57 min 59 s (CV) | 1-0 2-0 2-1 3-1  | - Paul (Miller) — 18 min 19 s - | Arbitrage : Roman Gofman et Yevgeni Romasko Juges de lignes : Dmitri Golyak et Gleb Lazarev |
| Niederberger     | Gardiens | Hill             |                                 | Arbitrage : Roman Gofman et Yevgeni Romasko Juges de lignes : Dmitri Golyak et Gleb Lazarev |
| 28 min           | Pénalités | 8 min            |                                 | Arbitrage : Roman Gofman et Yevgeni Romasko Juges de lignes : Dmitri Golyak et Gleb Lazarev |
| 25               | Tirs | 40               |                                 | Arbitrage : Roman Gofman et Yevgeni Romasko Juges de lignes : Dmitri Golyak et Gleb Lazarev |

| 25 mai | États-Unis | 3-0 (1-0, 1-0, 1-0) | Kazakhstan | Riga Arena |

| Feuille de match | Feuille de match                                                                                                   | Feuille de match | Feuille de match | Feuille de match                                                                       |
| ---------------- | --- | ---------------- | ---------------- | -------------------------------------------------------------------------------------- |
|                  | Clendening (Robertson, Moore) — 6 min 57 s Moore (Jones) — 21 min 33 s (JS) Drury (Donato, Tennyson) — 41 min 58 s | 1-0 2-0 3-0      |                  | Arbitrage : Antonín Jeřábek et Robin Šír Juges de lignes : Daniel Hynek et Šimon Synek |
| Petersen         | Gardiens | Boyarkine        |                  | Arbitrage : Antonín Jeřábek et Robin Šír Juges de lignes : Daniel Hynek et Šimon Synek |
| 4 min            | Pénalités | 8 min            |                  | Arbitrage : Antonín Jeřábek et Robin Šír Juges de lignes : Daniel Hynek et Šimon Synek |
| 52               | Tirs | 18               |                  | Arbitrage : Antonín Jeřábek et Robin Šír Juges de lignes : Daniel Hynek et Šimon Synek |

| 25 mai | Finlande | 5-2 (1-1, 2-0, 2-1) | Norvège | Riga Arena |

| Feuille de match | Feuille de match | Feuille de match            | Feuille de match                                                            | Feuille de match                                                                              |
| ---------------- | --- | --------------------------- | --------------------------------------------------------------------------- | --------------------------------------------------------------------------------------------- |
|                  | - Pakarinen (Ohtamaa, Kaski) — 14 min 24 s Lundell (Ruotsalainen) — 21 min 40 s Nousiainen (Sallinen) — 25 min 54 s - Innala (Kontiola, Sund) — 47 min 17 s (SN) Björninen (Mäenalanen, Koivisto) — 53 min 25 s | 0-1 1-1 2-1 3-1 3-2 4-2 5-2 | M. Olimb (Haga) — 1 min 30 s - Lindström (Trettenes, Olden) — 41 min 13 s - | Arbitrage : Andrew Bruggeman et Martin Fraňo Juges de lignes : Dustin McCrank et Brian Oliver |
| Olkinuora        | Gardiens | Haukeland                   |                                                                             | Arbitrage : Andrew Bruggeman et Martin Fraňo Juges de lignes : Dustin McCrank et Brian Oliver |
| 0 min            | Pénalités | 2 min                       |                                                                             | Arbitrage : Andrew Bruggeman et Martin Fraňo Juges de lignes : Dustin McCrank et Brian Oliver |
| 26               | Tirs | 15                          |                                                                             | Arbitrage : Andrew Bruggeman et Martin Fraňo Juges de lignes : Dustin McCrank et Brian Oliver |

| 26 mai | Kazakhstan | 3-2 (0-0, 1-2, 2-0) | Allemagne | Riga Arena |

| Feuille de match | Feuille de match                                                                                                | Feuille de match    | Feuille de match                                                                           | Feuille de match                                                                             |
| ---------------- | --- | ------------------- | ------------------------------------------------------------------------------------------ | -------------------------------------------------------------------------------------------- |
|                  | Chine (Stepanenko, Chalapov) — 26 min 39 s - Startchenko — 40 min 31 s (TP) Akolzine (Maklioukov) — 55 min 42 s | 1-0 1-1 1-2 2-2 3-2 | - Kühnhackl (Rieder, Holzer) — 29 min 38 s Eisenschmid (Loibl, Seider) — 34 min 7 s (SN) - | Arbitrage : Andris Ansons et Lassi Heikkinen Juges de lignes : Hannu Sormunen et Dāvis Zunde |
| Boyarkine        | Gardiens | Niederberger        |                                                                                            | Arbitrage : Andris Ansons et Lassi Heikkinen Juges de lignes : Hannu Sormunen et Dāvis Zunde |
| 8 min            | Pénalités | 2 min               |                                                                                            | Arbitrage : Andris Ansons et Lassi Heikkinen Juges de lignes : Hannu Sormunen et Dāvis Zunde |
| 15               | Tirs | 30                  |                                                                                            | Arbitrage : Andris Ansons et Lassi Heikkinen Juges de lignes : Hannu Sormunen et Dāvis Zunde |

| 26 mai | Canada | 4-2 (2-0, 1-2, 1-0) | Norvège | Riga Arena |

| Feuille de match | Feuille de match | Feuille de match        | Feuille de match                                                                   | Feuille de match                                                                                |
| ---------------- | --- | ----------------------- | ---------------------------------------------------------------------------------- | ----------------------------------------------------------------------------------------------- |
|                  | Brown (Henrique, Power) — 22 s Henrique (Brown, Power) — 10 min 23 s (2 SN) - Mangiapane (Brown) — 34 min 41 s Henrique (Foudy, Kuemper) — 50 min 14 s (IN) | 1-0 2-0 2-1 2-2 3-2 4-2 | - Valkvæ Olsen (Haga) — 29 min 8 s Rosseli Olsen (Krogdahl, Østby) — 30 min 28 s - | Arbitrage : André Schrader et Michael Tscherrig Juges de lignes : Jonas Merten et Elias Seewald |
| Kuemper          | Gardiens | Haukeland               |                                                                                    | Arbitrage : André Schrader et Michael Tscherrig Juges de lignes : Jonas Merten et Elias Seewald |
| 8 min            | Pénalités | 10 min                  |                                                                                    | Arbitrage : André Schrader et Michael Tscherrig Juges de lignes : Jonas Merten et Elias Seewald |
| 42               | Tirs | 15                      |                                                                                    | Arbitrage : André Schrader et Michael Tscherrig Juges de lignes : Jonas Merten et Elias Seewald |

| 27 mai | États-Unis | 4-2 (2-2, 2-0, 0-0) | Lettonie | Riga Arena |

| Feuille de match | Feuille de match | Feuille de match        | Feuille de match                                                                      | Feuille de match                                                                                    |
| ---------------- | --- | ----------------------- | ------------------------------------------------------------------------------------- | --------------------------------------------------------------------------------------------------- |
|                  | Tennyson (Moore, Garland) — 1 min 6 s - Boyle (Labanc, Abdelkader) — 14 min 46 s - Moore (Garland, Robertson) — 31 min 45 s Beniers (Chmelevski, Boyle) — 33 min 32 s | 1-0 1-1 2-1 2-2 3-2 4-2 | - Indrašis (Dārziņš) — 5 min (2 SN) - Krastenbergs (Batņa, Freibergs) — 16 min 45 s - | Arbitrage : Lassi Heikkinen et Kristian Vikman Juges de lignes : Lauri Nikulainen et Hannu Sormunen |
| Petersen         | Gardiens | Kivlenieks              |                                                                                       | Arbitrage : Lassi Heikkinen et Kristian Vikman Juges de lignes : Lauri Nikulainen et Hannu Sormunen |
| 10 min           | Pénalités | 6 min                   |                                                                                       | Arbitrage : Lassi Heikkinen et Kristian Vikman Juges de lignes : Lauri Nikulainen et Hannu Sormunen |
| 26               | Tirs | 19                      |                                                                                       | Arbitrage : Lassi Heikkinen et Kristian Vikman Juges de lignes : Lauri Nikulainen et Hannu Sormunen |

| 27 mai | Finlande | 3-0 (2-0, 1-0, 0-0) | Italie | Riga Arena |

| Feuille de match | Feuille de match | Feuille de match | Feuille de match | Feuille de match                                                                             |
| ---------------- | --- | ---------------- | ---------------- | -------------------------------------------------------------------------------------------- |
|                  | Sund (Kontiola, Innala) — 6 min 50 s (SN) Ruotsalainen (Ojamäki) — 8 min 20 s Sund (Mäenalanen, Koivisto) — 28 min 33 s | 1-0 2-0 3-0      |                  | Arbitrage : Mads Frandsen et Mikael Nord Juges de lignes : Andreas Krøyer et Ludvig Lundgren |
| Säteri           | Gardiens | Fazio            |                  | Arbitrage : Mads Frandsen et Mikael Nord Juges de lignes : Andreas Krøyer et Ludvig Lundgren |
| 2 min            | Pénalités | 6 min            |                  | Arbitrage : Mads Frandsen et Mikael Nord Juges de lignes : Andreas Krøyer et Ludvig Lundgren |
| 36               | Tirs | 11               |                  | Arbitrage : Mads Frandsen et Mikael Nord Juges de lignes : Andreas Krøyer et Ludvig Lundgren |

| 28 mai | Kazakhstan | 2-4 (0-1, 1-1, 1-2) | Canada | Riga Arena |

| Feuille de match | Feuille de match                                                     | Feuille de match        | Feuille de match | Feuille de match                                                                               |
| ---------------- | -------------------------------------------------------------------- | ----------------------- | --- | ---------------------------------------------------------------------------------------------- |
|                  | - Mikhaïlis — 24 min 30 s Mikhaïlis (Valk, Savitski) — 41 min 31 s - | 0-1 0-2 1-2 2-2 2-3 2-4 | Mangiapane (Henrique, Brown) — 6 min 3 s (SN) Henrique (Power, Mangiapane) — 21 min 1 s - Perfetti (Anderson-Dolan) — 47 min 40 s Brown (Henrique) — 59 min 57 s (CV) | Arbitrage : Yevgeni Romasko et Maxim Sidorenko Juges de lignes : Dmitri Golyak et Gleb Lazarev |
| Andreï Choutov   | Gardiens                                                             | Kuemper                 | | Arbitrage : Yevgeni Romasko et Maxim Sidorenko Juges de lignes : Dmitri Golyak et Gleb Lazarev |
| 10 min           | Pénalités                                                            | 2 min                   | | Arbitrage : Yevgeni Romasko et Maxim Sidorenko Juges de lignes : Dmitri Golyak et Gleb Lazarev |
| 28               | Tirs                                                                 | 36                      | | Arbitrage : Yevgeni Romasko et Maxim Sidorenko Juges de lignes : Dmitri Golyak et Gleb Lazarev |

| 28 mai | Lettonie | 3-4 (TB) (2-1, 0-1, 1-1, 0-0, 0-1) | Norvège | Riga Arena |

| Feuille de match | Feuille de match | Feuille de match            | Feuille de match | Feuille de match                                                                         |
| ---------------- | --- | --------------------------- | --- | ---------------------------------------------------------------------------------------- |
|                  | - Krastenbergs (Rubīns, Ķēniņš) — 11 min 55 s Ķēniņš (Ābols, Sotnieks) — 17 min 44 s - Rubīns (Balinskis) — 49 min 42 s - | 0-1 1-1 2-1 2-2 2-3 3-3 3-4 | Olden (Kåsastul, Trettenes) — 3 min 50 s - K. Olimb (Rosseli Olsen) — 21 min 8 s (IN) Pettersen (Rosseli Olsen, K. Olimb) — 41 min 56 s - Haga — 65 min (TB) | Arbitrage : Antonín Jeřábek et Peter Staňo Juges de lignes : Daniel Hynek et Šimon Synek |
| Kivlenieks       | Gardiens | Haukeland                   | | Arbitrage : Antonín Jeřábek et Peter Staňo Juges de lignes : Daniel Hynek et Šimon Synek |
| 8 min            | Pénalités | 10 min                      | | Arbitrage : Antonín Jeřábek et Peter Staňo Juges de lignes : Daniel Hynek et Šimon Synek |
| 24               | Tirs | 22                          | | Arbitrage : Antonín Jeřábek et Peter Staňo Juges de lignes : Daniel Hynek et Šimon Synek |

| 29 mai | Italie | 3-11 (0-1, 1-2, 2-8) | Kazakhstan | Riga Arena |

| Feuille de match                         | Feuille de match                                                                                  | Feuille de match                                          | Feuille de match | Feuille de match                                                                               |
| ---------------------------------------- | ------------------------------------------------------------------------------------------------- | --------------------------------------------------------- | --- | ---------------------------------------------------------------------------------------------- |
|                                          | - Miceli (Petan, Frank) — 24 min 37 s - Hochkofler (Gander) — 41 min 43 s - Petan — 50 min 59 s - | 0-1 1-1 1-2 1-3 1-4 2-4 2-5 2-6 2-7 3-7 3-8 3-9 3-10 3-11 | Startchenko (Valk, Mikhaïlis) — 2 min 12 s (SN) - Petoukhov (Assetov, Stepanenko) — 32 min 31 s Rymarev (Chine, Blacker) — 34 min 59 s Mikhaïlis (Startchenko, Valk) — 41 min 31 s (SN) - Valk (Startchenko) — 46 min 12 s (SN) Likhotnikov — 47 min 1 s Likhotnikov (Maklioukov, Chalapov) — 49 min 46 s - Panioukov (Dietz, Startchenko) — 50 min 59 s Startchenko (Valk) — 56 min 7 s (SN) Svedberg (Chestakov, Sagadeïev) — 57 min 44 s Chalapov (Assetov, Likhotnikov) — 59 min 52 s (2 SN) | Arbitrage : Roman Gofman et Maxim Sidorenko Juges de lignes : Dmitri Golyak et Nikita Shalagin |
| Fazio (49 min 46 s) Fadani (10 min 14 s) | Gardiens                                                                                          | Boyarkine                                                 | | Arbitrage : Roman Gofman et Maxim Sidorenko Juges de lignes : Dmitri Golyak et Nikita Shalagin |
| 28 min                                   | Pénalités                                                                                         | 10 min                                                    | | Arbitrage : Roman Gofman et Maxim Sidorenko Juges de lignes : Dmitri Golyak et Nikita Shalagin |
| 24                                       | Tirs                                                                                              | 36                                                        | | Arbitrage : Roman Gofman et Maxim Sidorenko Juges de lignes : Dmitri Golyak et Nikita Shalagin |

| 29 mai | Norvège | 1-2 (0-1, 0-1, 1-0) | États-Unis | Riga Arena |

| Feuille de match | Feuille de match                         | Feuille de match | Feuille de match                                                                    | Feuille de match                                                                                     |
| ---------------- | ---------------------------------------- | ---------------- | ----------------------------------------------------------------------------------- | --- |
|                  | - K. Olimb (Rosseli Olsen) — 54 min 27 s | 0-1 0-2 1-2      | Garland (Jones, Thompson) — 10 min 30 s (SN) Thompson (Donato, Roy) — 27 min 12 s - | Arbitrage : Christoph Sternat et Michael Tscherrig Juges de lignes : Jonas Merten et David Obwegeser |
| Haukeland        | Gardiens                                 | Oettinger        |                                                                                     | Arbitrage : Christoph Sternat et Michael Tscherrig Juges de lignes : Jonas Merten et David Obwegeser |
| 8 min            | Pénalités                                | 10 min           |                                                                                     | Arbitrage : Christoph Sternat et Michael Tscherrig Juges de lignes : Jonas Merten et David Obwegeser |
| 23               | Tirs                                     | 27               |                                                                                     | Arbitrage : Christoph Sternat et Michael Tscherrig Juges de lignes : Jonas Merten et David Obwegeser |

| 29 mai | Allemagne | 1-2 (0-1, 1-0, 0-1) | Finlande | Riga Arena |

| Feuille de match | Feuille de match                          | Feuille de match | Feuille de match                                                                | Feuille de match                                                                     |
| ---------------- | ----------------------------------------- | ---------------- | ------------------------------------------------------------------------------- | ------------------------------------------------------------------------------------ |
|                  | - Holzer (Loibl, Plachta) — 27 min 58 s - | 0-1 1-1 1-2      | Lundell (Sund, Innala) — 6 min 17 s (SN) - Ruotsalainen (Lundell) — 51 min 26 s | Arbitrage : Martin Fraňo et Robin Šír Juges de lignes : Jiří Ondráček et Šimon Synek |
| Niederberger     | Gardiens                                  | Olkinuora        |                                                                                 | Arbitrage : Martin Fraňo et Robin Šír Juges de lignes : Jiří Ondráček et Šimon Synek |
| 6 min            | Pénalités                                 | 6 min            |                                                                                 | Arbitrage : Martin Fraňo et Robin Šír Juges de lignes : Jiří Ondráček et Šimon Synek |
| 13               | Tirs                                      | 26               |                                                                                 | Arbitrage : Martin Fraňo et Robin Šír Juges de lignes : Jiří Ondráček et Šimon Synek |

| 30 mai | Italie | 1-7 (0-4, 1-2, 0-1) | Canada | Riga Arena |

| Feuille de match                        | Feuille de match                       | Feuille de match                | Feuille de match | Feuille de match                                                                             |
| --------------------------------------- | -------------------------------------- | ------------------------------- | --- | -------------------------------------------------------------------------------------------- |
|                                         | - Miceli (Pitschieler) — 30 min 31 s - | 0-1 0-2 0-3 0-4 1-4 1-5 1-6 1-7 | Perfetti (Schneider, Foudy) — 2 min 33 s Mangiapane (Brown, Henrique) — 8 min 4 s Stecher (Anderson-Dolan) — 11 min 33 s Henrique (Mangiapane) — 11 min 56 s - Mangiapane (Brown, Ferraro) — 34 min 48 s Comtois (Mangiapane, Brown) — 37 min 28 s (SN) Pirri (Brown, Henrique) — 55 min 54 s | Arbitrage : Andris Ansons et Kristian Vikman Juges de lignes : Daniel Hynek et Jiří Ondráček |
| Fazio (11 min 56 s) Fadani (48 min 4 s) | Gardiens                               | Hill                            | | Arbitrage : Andris Ansons et Kristian Vikman Juges de lignes : Daniel Hynek et Jiří Ondráček |
| 6 min                                   | Pénalités                              | 6 min                           | | Arbitrage : Andris Ansons et Kristian Vikman Juges de lignes : Daniel Hynek et Jiří Ondráček |
| 14                                      | Tirs                                   | 49                              | | Arbitrage : Andris Ansons et Kristian Vikman Juges de lignes : Daniel Hynek et Jiří Ondráček |

| 30 mai | Finlande | 3-2 (pr) (1-1, 1-0, 0-1, 1-0) | Lettonie | Riga Arena |

| Feuille de match | Feuille de match | Feuille de match    | Feuille de match                                                          | Feuille de match                                                                              |
| ---------------- | --- | ------------------- | ------------------------------------------------------------------------- | --------------------------------------------------------------------------------------------- |
|                  | Mäenalanen (Anttila, Tiivola) — 3 min 6 s - Pakarinen (Pokka, Innala) — 35 min 39 s - Lundell (Määttä) — 64 min 56 s | 1-0 1-1 2-1 2-2 3-2 | - Dzierkals — 18 min 39 s - Dzierkals (Dārziņš, Sotnieks) — 53 min 45 s - | Arbitrage : Andrew Bruggeman et Martin Fraňo Juges de lignes : Dustin McCrank et Brian Oliver |
| Säteri           | Gardiens | Kalniņš             |                                                                           | Arbitrage : Andrew Bruggeman et Martin Fraňo Juges de lignes : Dustin McCrank et Brian Oliver |
| 6 min            | Pénalités | 4 min               |                                                                           | Arbitrage : Andrew Bruggeman et Martin Fraňo Juges de lignes : Dustin McCrank et Brian Oliver |
| 35               | Tirs | 37                  |                                                                           | Arbitrage : Andrew Bruggeman et Martin Fraňo Juges de lignes : Dustin McCrank et Brian Oliver |

| 31 mai | États-Unis | 2-0 (0-0, 1-0, 1-0) | Allemagne | Riga Arena |

| Feuille de match | Feuille de match                                                                       | Feuille de match | Feuille de match | Feuille de match                                                                             |
| ---------------- | -------------------------------------------------------------------------------------- | ---------------- | ---------------- | -------------------------------------------------------------------------------------------- |
|                  | Robertson (Donato, Garland) — 38 min 56 s (SN) Blackwell (Robinson) — 59 min 33 s (CV) | 1-0 2-0          |                  | Arbitrage : Tobias Björk et Mads Frandsen Juges de lignes : Andreas Krøyer et Emil Yletyinen |
| Petersen         | Gardiens                                                                               | Brückmann        |                  | Arbitrage : Tobias Björk et Mads Frandsen Juges de lignes : Andreas Krøyer et Emil Yletyinen |
| 8 min            | Pénalités                                                                              | 8 min            |                  | Arbitrage : Tobias Björk et Mads Frandsen Juges de lignes : Andreas Krøyer et Emil Yletyinen |
| 15               | Tirs                                                                                   | 33               |                  | Arbitrage : Tobias Björk et Mads Frandsen Juges de lignes : Andreas Krøyer et Emil Yletyinen |

| 31 mai | Norvège | 3-1 (0-1, 1-0, 2-0) | Kazakhstan | Riga Arena |

| Feuille de match | Feuille de match | Feuille de match | Feuille de match                  | Feuille de match                                                                    |
| ---------------- | --- | ---------------- | --------------------------------- | ----------------------------------------------------------------------------------- |
|                  | - Valkvæ Olsen (Trettenes, Holøs) — 27 min 57 s (SN) Espeland (Trettenes, Rosseli Olsen) — 41 min 8 s (JS) M. Olimb (K. Olimb) — 59 min | 0-1 1-1 2-1 3-1  | Chevtchenko (Svedberg) — 16 min - | Arbitrage : Martin Fraňo et Robin Šír Juges de lignes : Daniel Hynek et Šimon Synek |
| Haukeland        | Gardiens | Boyarkine        |                                   | Arbitrage : Martin Fraňo et Robin Šír Juges de lignes : Daniel Hynek et Šimon Synek |
| 16 min           | Pénalités | 2 min            |                                   | Arbitrage : Martin Fraňo et Robin Šír Juges de lignes : Daniel Hynek et Šimon Synek |
| 27               | Tirs | 27               |                                   | Arbitrage : Martin Fraňo et Robin Šír Juges de lignes : Daniel Hynek et Šimon Synek |

| 1er juin | Canada | 2-3 (TB) (1-0, 1-1, 0-1, 0-0, 0-1) | Finlande | Riga Arena |

| Feuille de match | Feuille de match                                                                         | Feuille de match    | Feuille de match                                                                                   | Feuille de match                                                                            |
| ---------------- | ---------------------------------------------------------------------------------------- | ------------------- | -------------------------------------------------------------------------------------------------- | ------------------------------------------------------------------------------------------- |
|                  | Pirri (Vilardi, Ferraro) — 1 min 30 s - Comtois (Brown, Mangiapane) — 28 min 18 s (SN) - | 1-0 1-1 2-1 2-2 2-3 | - Ruotsalainen — 21 min 11 s - Ruotsalainen (Lundell, Ojamäki) — 56 min Ruotsalainen — 65 min (TB) | Arbitrage : Tobias Björk et Mikael Nord Juges de lignes : Ludvig Lundgren et Emil Yletyinen |
| Kuemper          | Gardiens                                                                                 | Olkinuora           | | Arbitrage : Tobias Björk et Mikael Nord Juges de lignes : Ludvig Lundgren et Emil Yletyinen |
| 2 min            | Pénalités                                                                                | 4 min               | | Arbitrage : Tobias Björk et Mikael Nord Juges de lignes : Ludvig Lundgren et Emil Yletyinen |
| 34               | Tirs                                                                                     | 32                  | | Arbitrage : Tobias Björk et Mikael Nord Juges de lignes : Ludvig Lundgren et Emil Yletyinen |

| 1er juin | Italie | 2-4 (0-3, 1-1, 1-0) | États-Unis | Riga Arena |

| Feuille de match | Feuille de match                                          | Feuille de match        | Feuille de match | Feuille de match                                                                             |
| ---------------- | --------------------------------------------------------- | ----------------------- | --- | -------------------------------------------------------------------------------------------- |
|                  | - Frigo (Trivellato) — 21 min 1 s - Giliati — 46 min 33 s | 0-1 0-2 0-3 1-3 1-4 2-4 | Labanc (Shea) — 6 min 54 s Labanc (Beniers, Clendening) — 10 min 33 s Garland (Robertson, Tennyson) — 19 min 45 s - Garland — 29 min 54 s - | Arbitrage : Yevgeni Romasko et Max Sidorenko Juges de lignes : Dmitri Golyak et Gleb Lazarev |
| Fadani           | Gardiens                                                  | Oettinger               | | Arbitrage : Yevgeni Romasko et Max Sidorenko Juges de lignes : Dmitri Golyak et Gleb Lazarev |
| 4 min            | Pénalités                                                 | 6 min                   | | Arbitrage : Yevgeni Romasko et Max Sidorenko Juges de lignes : Dmitri Golyak et Gleb Lazarev |
| 11               | Tirs                                                      | 43                      | | Arbitrage : Yevgeni Romasko et Max Sidorenko Juges de lignes : Dmitri Golyak et Gleb Lazarev |

| 1er juin | Allemagne | 2-1 (2-0, 0-1, 0-0) | Lettonie | Riga Arena 934 spectateurs |

| Feuille de match | Feuille de match                                                        | Feuille de match | Feuille de match                  | Feuille de match                                                                                    |
| ---------------- | ----------------------------------------------------------------------- | ---------------- | --------------------------------- | --------------------------------------------------------------------------------------------------- |
|                  | Peterka (Seider) — 3 min 16 s Noebels (Pföderl, Reichel) — 6 min 40 s - | 1-0 2-0 2-1      | - Ābols (Balinskis) — 25 min 55 s | Arbitrage : Lassi Heikkinen et Kristian Vikman Juges de lignes : Lauri Nikulainen et Hannu Sormunen |
| Niederberger     | Gardiens                                                                | Kalniņš          |                                   | Arbitrage : Lassi Heikkinen et Kristian Vikman Juges de lignes : Lauri Nikulainen et Hannu Sormunen |
| 6 min            | Pénalités                                                               | 4 min            |                                   | Arbitrage : Lassi Heikkinen et Kristian Vikman Juges de lignes : Lauri Nikulainen et Hannu Sormunen |
| 21               | Tirs                                                                    | 24               |                                   | Arbitrage : Lassi Heikkinen et Kristian Vikman Juges de lignes : Lauri Nikulainen et Hannu Sormunen |

##### Classement
| Clt   | Équipe     | PJ | V | VP | D | DP | BP | BC | Diff | Pts |
| ----- | ---------- | -- | - | -- | - | -- | -- | -- | ---- | --- |
| +001, | États-Unis | 7  | 6 | 0  | 1 | 0  | 21 | 8  | +13  | 18  |
| +002, | Finlande   | 7  | 4 | 2  | 0 | 1  | 19 | 10 | +9   | 17  |
| +003, | Allemagne  | 7  | 4 | 0  | 3 | 0  | 22 | 14 | +8   | 12  |
| +004, | Canada     | 7  | 3 | 0  | 3 | 1  | 19 | 18 | +1   | 10  |
| +005, | Kazakhstan | 7  | 2 | 2  | 3 | 0  | 22 | 18 | +4   | 10  |
| +006, | Lettonie   | 7  | 2 | 0  | 2 | 3  | 15 | 16 | -1   | 9   |
| +007, | Norvège    | 7  | 2 | 1  | 4 | 0  | 17 | 21 | -4   | 8   |
| +008, | Italie     | 7  | 0 | 0  | 7 | 0  | 11 | 41 | -30  | 0   |

- En gras : qualifié pour les quarts de finale

Pour les significations des abréviations, voir statistiques du hockey sur glace.

### Phase finale

#### Tableau
|  | Quarts de finale                 | Quarts de finale                 |                    |                    | Demi-finales           | Demi-finales           |   |  | Finale             | Finale             |
|  | Quarts de finale                 | Quarts de finale                 |                    |                    | Demi-finales           | Demi-finales           |   |  | Finale             | Finale             |
|  |                                  |                                  |                    |                    |                        |                        |   |  |                    |                    |
|  | 3 juin, Riga Arena               | 3 juin, Riga Arena               |                    |                    | 5 juin, Riga Arena     | 5 juin, Riga Arena     |   |  | 6 juin, Riga Arena | 6 juin, Riga Arena |
|  | 3 juin, Riga Arena               | 3 juin, Riga Arena               |                    |                    | 5 juin, Riga Arena     | 5 juin, Riga Arena     |   |  | 6 juin, Riga Arena | 6 juin, Riga Arena |
|  | États-Unis                       | 6                                |                    |                    | 5 juin, Riga Arena     | 5 juin, Riga Arena     |   |  | 6 juin, Riga Arena | 6 juin, Riga Arena |
|  | États-Unis                       | 6                                |                    |                    | 5 juin, Riga Arena     | 5 juin, Riga Arena     |   |  | 6 juin, Riga Arena | 6 juin, Riga Arena |
|  | Slovaquie                        | 1                                |                    |                    | 5 juin, Riga Arena     | 5 juin, Riga Arena     |   |  | 6 juin, Riga Arena | 6 juin, Riga Arena |
|  | Slovaquie                        | 1                                | États-Unis         | 2                  |                        |                        |   |  | 6 juin, Riga Arena | 6 juin, Riga Arena |
|  | 3 juin, Centre sportif olympique |                                  | États-Unis         | 2                  |                        |                        |   |  | 6 juin, Riga Arena | 6 juin, Riga Arena |
|  |                                  | Canada                           | 4                  |                    |                        |                        |   |  | 6 juin, Riga Arena | 6 juin, Riga Arena |
|  | ROC                              | Canada                           | 4                  | 1                  |                        |                        |   |  | 6 juin, Riga Arena | 6 juin, Riga Arena |
|  | ROC                              |                                  |                    | 1                  |                        |                        |   |  | 6 juin, Riga Arena | 6 juin, Riga Arena |
|  | Canada                           | 2 P                              |                    |                    |                        |                        |   |  | 6 juin, Riga Arena | 6 juin, Riga Arena |
|  | Canada                           | 2 P                              | Canada             | 3 P                |                        |                        |   |  |                    |                    |
|  | 3 juin, Riga Arena               |                                  | Canada             | 3 P                |                        |                        |   |  |                    |                    |
|  |                                  | Finlande                         | 2                  |                    |                        |                        |   |  |                    |                    |
|  | Finlande                         | Finlande                         | 2                  | 1                  |                        |                        |   |  |                    |                    |
|  | Finlande                         | 5 juin, Riga Arena               |                    | 1                  |                        |                        |   |  |                    |                    |
|  | Tchéquie                         | 0                                |                    |                    |                        |                        |   |  |                    |                    |
|  | Tchéquie                         | 0                                | Finlande           | 2                  |                        |                        |   |  |                    |                    |
|  | 3 juin, Centre sportif olympique | 3 juin, Centre sportif olympique | Finlande           | 2                  | Match pour la 3e place | Match pour la 3e place |   |  |                    |                    |
|  | 3 juin, Centre sportif olympique | 3 juin, Centre sportif olympique |                    | Allemagne          | Match pour la 3e place | Match pour la 3e place | 1 |  |                    |                    |
|  | Suisse                           | 2                                | 6 juin, Riga Arena | 6 juin, Riga Arena |                        |                        | 1 |  |                    |                    |
|  | Suisse                           | 2                                | 6 juin, Riga Arena | 6 juin, Riga Arena |                        |                        |   |  |                    |                    |
|  | Allemagne                        | 3 F                              |                    | États-Unis         | 6                      |                        |   |  |                    |                    |
|  | Allemagne                        | 3 F                              |                    | États-Unis         | 6                      |                        |   |  |                    |                    |
|  |                                  |                                  |                    |                    |                        |                        |   |  | Allemagne          | 1                  |
|  |                                  |                                  |                    |                    |                        |                        |   |  | Allemagne          | 1                  |

- P : Prolongation
- F : Tirs de fusillade

#### Quarts de finale
| 3 juin | Suisse | 2-3 (TB) (1-0, 1-1, 0-1, 0-0, 0-1) | Allemagne | Centre sportif olympique |

| Feuille de match | Feuille de match                                                                          | Feuille de match    | Feuille de match                                                                                            | Feuille de match                                                                               |
| ---------------- | ----------------------------------------------------------------------------------------- | ------------------- | --- | ---------------------------------------------------------------------------------------------- |
|                  | Untersander (Alatalo, Kurashev) — 15 min 17 s Herzog (Scherwey, Bertschy) — 33 min 26 s - | 1-0 2-0 2-1 2-2 2-3 | - Kühnhackl (Rieder, Nowak) — 37 min 23 s Gawanke (Kahun, Noebels) — 59 min 16 s (JS) Noebels — 70 min (TB) | Arbitrage : Andris Ansons et Yevgeni Romasko Juges de lignes : Gleb Lazarev et Nikita Shalagin |
| Genoni           | Gardiens                                                                                  | Niederberger        | | Arbitrage : Andris Ansons et Yevgeni Romasko Juges de lignes : Gleb Lazarev et Nikita Shalagin |
| 0 min            | Pénalités                                                                                 | 14 min              | | Arbitrage : Andris Ansons et Yevgeni Romasko Juges de lignes : Gleb Lazarev et Nikita Shalagin |
| 22               | Tirs                                                                                      | 41                  | | Arbitrage : Andris Ansons et Yevgeni Romasko Juges de lignes : Gleb Lazarev et Nikita Shalagin |

| 3 juin | États-Unis | 6-1 (3-0, 1-1, 2-0) | Slovaquie | Riga Arena |

| Feuille de match | Feuille de match | Feuille de match            | Feuille de match                     | Feuille de match                                                                                  |
| ---------------- | --- | --------------------------- | ------------------------------------ | ------------------------------------------------------------------------------------------------- |
|                  | Boyle — 13 min 8 s Blackwell (Labanc, Robinson) — 15 min 25 s Garland (Moore, Jones) — 19 min 30 s - Blackwell (Robinson, Laban) — 36 min 50 s Chmelevski (Wolanin) — 45 min 15 s Garland (Wolanin, Moore) — 58 min 45 s | 1–0 2–0 3–0 3–1 4–1 5–1 6–1 | - Cehlárik (Lantoši) — 32 min 12 s - | Arbitrage : André Schrader et Michael Tscherrig Juges de lignes : Jonas Merten et David Obwegeser |
| Cal Petersen     | Gardiens | Adam Húska                  |                                      | Arbitrage : André Schrader et Michael Tscherrig Juges de lignes : Jonas Merten et David Obwegeser |
| 6 min            | Pénalités | 6 min                       |                                      | Arbitrage : André Schrader et Michael Tscherrig Juges de lignes : Jonas Merten et David Obwegeser |
| 33               | Tirs | 28                          |                                      | Arbitrage : André Schrader et Michael Tscherrig Juges de lignes : Jonas Merten et David Obwegeser |

| 3 juin | ROC | 1-2 (pr) (0-0, 1-0, 0-1, 0-1) | Canada | Centre sportif olympique |

| Feuille de match | Feuille de match                         | Feuille de match | Feuille de match                                                                 | Feuille de match                                                                        |
| ---------------- | ---------------------------------------- | ---------------- | -------------------------------------------------------------------------------- | --------------------------------------------------------------------------------------- |
|                  | Timkine (Orlov, Kamenev) — 34 min 32 s - | 1–0 1–1 1–2      | - Henrique (Brown, Comtois) — 45 min 3 s (SN) Mangiapane (Stecher) — 62 min 12 s | Arbitrage : Tobias Björk et Mikael Nord Juges de lignes : Daniel Hynek et Jiří Ondráček |
| Bobrovsky        | Gardiens                                 | Kuemper          |                                                                                  | Arbitrage : Tobias Björk et Mikael Nord Juges de lignes : Daniel Hynek et Jiří Ondráček |
| 6 min            | Pénalités                                | 2 min            |                                                                                  | Arbitrage : Tobias Björk et Mikael Nord Juges de lignes : Daniel Hynek et Jiří Ondráček |
| 25               | Tirs                                     | 24               |                                                                                  | Arbitrage : Tobias Björk et Mikael Nord Juges de lignes : Daniel Hynek et Jiří Ondráček |

| 3 juin | Finlande | 1-0 (0-0, 1-0, 0-0) | Tchéquie | Riga Arena |

| Feuille de match | Feuille de match                           | Feuille de match | Feuille de match | Feuille de match                                                                              |
| ---------------- | ------------------------------------------ | ---------------- | ---------------- | --------------------------------------------------------------------------------------------- |
|                  | Innala (Pakarinen, Kontiola) — 32 min 55 s | 1-0              |                  | Arbitrage : Andrew Bruggeman et Oliver Gouin Juges de lignes : Dustin McCrank et Brian Oliver |
| Olkinuora        | Gardiens                                   | Hrubec           |                  | Arbitrage : Andrew Bruggeman et Oliver Gouin Juges de lignes : Dustin McCrank et Brian Oliver |
| 12 min           | Pénalités                                  | 2 min            |                  | Arbitrage : Andrew Bruggeman et Oliver Gouin Juges de lignes : Dustin McCrank et Brian Oliver |
| 24               | Tirs                                       | 28               |                  | Arbitrage : Andrew Bruggeman et Oliver Gouin Juges de lignes : Dustin McCrank et Brian Oliver |

#### Demi-finales
| 5 juin | États-Unis | 2-4 (1-1, 0-1, 1-2) | Canada | Riga Arena |

| Feuille de match | Feuille de match                                                                          | Feuille de match        | Feuille de match | Feuille de match                                                                              |
| ---------------- | ----------------------------------------------------------------------------------------- | ----------------------- | --- | --------------------------------------------------------------------------------------------- |
|                  | - Blackwell (Wolanin, Labanc) — 17 min 17 s - Chmelevski (Rooney, Mackey) — 43 min 36 s - | 0-1 1-1 1-2 1-3 2-3 2-4 | Pirri (Walker, Paul) — 2 min 2 s - Mangiapane (Brown) — 24 min 15 s Mangiapane (Brown, Kuemper) — 40 min 46 s - Danforth (Paul) — 59 min 36 s | Arbitrage : Andrew Bruggeman et Oliver Gouin Juges de lignes : Dustin McCrank et Brian Oliver |
| Petersen         | Gardiens                                                                                  | Kuemper                 | | Arbitrage : Andrew Bruggeman et Oliver Gouin Juges de lignes : Dustin McCrank et Brian Oliver |
| 2 min            | Pénalités                                                                                 | 0 min                   | | Arbitrage : Andrew Bruggeman et Oliver Gouin Juges de lignes : Dustin McCrank et Brian Oliver |
| 38               | Tirs                                                                                      | 22                      | | Arbitrage : Andrew Bruggeman et Oliver Gouin Juges de lignes : Dustin McCrank et Brian Oliver |

| 5 juin | Finlande | 2-1 (2-0, 0-1, 0-0) | Allemagne | Riga Arena |

| Feuille de match | Feuille de match                                                             | Feuille de match | Feuille de match                     | Feuille de match                                                                        |
| ---------------- | ---------------------------------------------------------------------------- | ---------------- | ------------------------------------ | --------------------------------------------------------------------------------------- |
|                  | Pakarinen (Lundell, Kaski) — 13 min 50 s Björninen (Antilla) — 18 min 55 s - | 1-0 2-0 2-1      | - Plachta (Seider) — 31 min 3 s (SN) | Arbitrage : Tobias Björk et Mikael Nord Juges de lignes : Daniel Hynek et Jiří Ondráček |
| Olkinuora        | Gardiens                                                                     | Niederberger     |                                      | Arbitrage : Tobias Björk et Mikael Nord Juges de lignes : Daniel Hynek et Jiří Ondráček |
| 8 min            | Pénalités                                                                    | 6 min            |                                      | Arbitrage : Tobias Björk et Mikael Nord Juges de lignes : Daniel Hynek et Jiří Ondráček |
| 17               | Tirs                                                                         | 28               |                                      | Arbitrage : Tobias Björk et Mikael Nord Juges de lignes : Daniel Hynek et Jiří Ondráček |

#### Match pour la troisième place
| 6 juin | États-Unis | 6-1 (1-0, 4-0, 1-1) | Allemagne | Riga Arena |

| Feuille de match | Feuille de match | Feuille de match            | Feuille de match                           | Feuille de match                                                                               |
| ---------------- | --- | --------------------------- | ------------------------------------------ | ---------------------------------------------------------------------------------------------- |
|                  | Wolanin — 5 min 2 s Garland (Robertson, Wolanin) — 26 min 27 s Drury (Chmelevski) — 28 min 5 s Robertson (Garland, Thompson) — 31 min 35 s (SN) Moore (Garland, Thompson) — 32 min 15 s - Donato (Clendening, Thompson) — 49 min 53 s | 1-0 2-0 3-0 4-0 5-0 5-1 6-1 | - Bittner (Plachta, Kahun) — 49 min 28 s - | Arbitrage : Lassi Heikkinen et Kristian Vikman Juges de lignes : Daniel Hynek et Jiří Ondráček |
| Petersen         | Gardiens | Brückmann                   |                                            | Arbitrage : Lassi Heikkinen et Kristian Vikman Juges de lignes : Daniel Hynek et Jiří Ondráček |
| 43 min           | Pénalités | 14 min                      |                                            | Arbitrage : Lassi Heikkinen et Kristian Vikman Juges de lignes : Daniel Hynek et Jiří Ondráček |
| 30               | Tirs | 34                          |                                            | Arbitrage : Lassi Heikkinen et Kristian Vikman Juges de lignes : Daniel Hynek et Jiří Ondráček |

#### Finale
| 6 juin | Finlande | 2-3 (pr) (1-0, 0-1, 1-1, 0-1) | Canada | Riga Arena |

| Feuille de match | Feuille de match                                                                | Feuille de match    | Feuille de match | Feuille de match                                                                              |
| ---------------- | ------------------------------------------------------------------------------- | ------------------- | --- | --------------------------------------------------------------------------------------------- |
|                  | Ruohomaa (Kaski) — 8 min 57 s - Lindbohm (Nousiainen, Ruohomaa) — 45 min 27 s - | 1-0 1-1 2-1 2-2 2-3 | - Comtois (Brown, Walker) — 24 min 30 s (SN) - Henrique (Comtois, Brown) — 52 min 37 s (SN) Paul (Brown) — 66 min 26 s | Arbitrage : Martin Fraňo et Yevgeni Romasko Juges de lignes : Gleb Lazarev et Nikita Shalagin |
| Olkinuora        | Gardiens                                                                        | Kuemper             | | Arbitrage : Martin Fraňo et Yevgeni Romasko Juges de lignes : Gleb Lazarev et Nikita Shalagin |
| 6 min            | Pénalités                                                                       | 30 min              | | Arbitrage : Martin Fraňo et Yevgeni Romasko Juges de lignes : Gleb Lazarev et Nikita Shalagin |
| 31               | Tirs                                                                            | 26                  | | Arbitrage : Martin Fraňo et Yevgeni Romasko Juges de lignes : Gleb Lazarev et Nikita Shalagin |

### Classement final
Pour les significations des abréviations, voir statistiques du hockey sur glace.
| Place              | Équipe          | Résultat final             |
| ------------------ | --------------- | -------------------------- |
| Médaille d'or      | Canada          | Champion du monde          |
| Médaille d'argent  | Finlande        | Vice-champion du monde     |
| Médaille de bronze | États-Unis      | Troisième place            |
| 4                  | Allemagne       | Quatrième place            |
| 5                  | ROC             | Éliminé en quart de finale |
| 6                  | Suisse          | Éliminé en quart de finale |
| 7                  | Tchéquie        | Éliminé en quart de finale |
| 8                  | Slovaquie       | Éliminé en quart de finale |
| 9                  | Suède           | Éliminé en phase de groupe |
| 10                 | Kazakhstan      | Éliminé en phase de groupe |
| 11                 | Lettonie        | Éliminé en phase de groupe |
| 12                 | Danemark        | Éliminé en phase de groupe |
| 13                 | Norvège         | Éliminé en phase de groupe |
| 14                 | Grande-Bretagne | Éliminé en phase de groupe |
| 15                 | Biélorussie     | Éliminé en phase de groupe |
| 16                 | Italie          | Éliminé en phase de groupe |

### Médaillés
| Champions du monde Canada | Jaret Anderson-Dolan, Nicolas Beaudin, Jacob Bernard-Docker, Connor Brown, Michael Bunting, Maxime Comtois, Justin Danforth, Michael DiPietro, Mario Ferraro, Liam Foudy, Brandon Hagel, Adam Henrique (), Adin Hill, Darcy Kuemper, Andrew Mangiapane, Colin Miller, Nick Paul, Cole Perfetti, Brandon Pirri, Owen Power, Braden Schneider, Troy Stecher, Gabriel Vilardi et Sean Walker Entraîneur : Gerard Gallant |

| Argent Finlande | Marko Anttila (),Hannes Björninen, Jere Innala, Janne Juvonen, Jere Karjalainen, Oliwer Kaski, Miika Koivisto, Petri Kontiola, Petteri Lindbohm, Anton Lundell, Olli Määttä, Saku Mäenalanen, Kim Nousiainen, Atte Ohtamaa, Niko Ojamäki, Juho Olkinuora, Iiro Pakarinen, Ville Pokka, Valtteri Puustinen, Axel Rindell, Mikael Ruohomaa, Arttu Ruotsalainen, Jere Sallinen, Harri Säteri, Mikael Seppälä, Tony Sund, Peter Tiivola et Teemu Turunen Entraîneur : Jukka Jalonen |

| Bronze États-Unis | Justin Abdelkader (), Matthew Beniers, Colin Blackwell, Brian Boyle, Sasha Chmelevski, Adam Clendening, Drew Commesso, Ryan Donato, Jack Drury, Conor Garland, Matt Hellickson, Zac Jones, Kevin Labanc, Connor Mackey, Trevor Moore, Jake Oettinger, Calvin Petersen, Jason Robertson, Eric Robinson, Kevin Rooney, Matt Roy, Ryan Shea, Anthony Stolarz, Matt Tennyson, Tage Thompson, Chris Wideman et Christian Wolanin Entraîneur : Jack Capuano |

### Récompenses individuelles
| Équipe-type des médias :                                         |
| Mangiapane Garland Kirk Seider Holzer Olkinuora MVP : Mangiapane |
| Mangiapane Garland Kirk Seider Holzer Olkinuora MVP : Mangiapane |

Équipe type IIHF :
- Meilleur gardien : Cal Petersen (États-Unis)
- Meilleur défenseur : Moritz Seider (Allemagne)
- Meilleur attaquant : Peter Cehlárik (Slovaquie)

### Statistiques individuelles
Pour les significations des abréviations, voir statistiques du hockey sur glace.
| Clt | Joueur            | Équipe          | PJ | B | A  | Pts | Pun | +/- |
| --- | ----------------- | --------------- | -- | - | -- | --- | --- | --- |
| 1   | Connor Brown      | Canada          | 10 | 2 | 14 | 16  | 2   | +8  |
| 2   | Conor Garland     | États-Unis      | 10 | 6 | 7  | 13  | 6   | +6  |
| 3   | Andrew Mangiapane | Canada          | 7  | 7 | 4  | 11  | 0   | +6  |
| 4   | Adam Henrique     | Canada          | 10 | 6 | 5  | 11  | 0   | +6  |
| 5   | Peter Cehlárik    | Slovaquie       | 8  | 5 | 6  | 11  | 6   | +5  |
| 6   | Liam Kirk         | Grande-Bretagne | 7  | 7 | 2  | 9   | 4   | -6  |
| 7   | Trevor Moore      | États-Unis      | 10 | 5 | 4  | 9   | 4   | +7  |
| 8   | Jason Robertson   | États-Unis      | 10 | 4 | 5  | 9   | 10  | +8  |
| 9   | Grégory Hofmann   | Suisse          | 8  | 6 | 2  | 8   | 0   | 0   |
| 10  | Nicklas Jensen    | Danemark        | 7  | 5 | 3  | 8   | 2   | -2  |

| Clt                                                                                               | Joueur               | Équipe     | PJ | Min          | BC | Moy  | %Arr  | Bl |
| ------------------------------------------------------------------------------------------------- | -------------------- | ---------- | -- | ------------ | -- | ---- | ----- | -- |
| 1                                                                                                 | Cal Petersen         | États-Unis | 7  | 417 min 14 s | 9  | 1,29 | 95,34 | 2  |
| 2                                                                                                 | Adam Reideborn       | Suède      | 5  | 299 min 44 s | 7  | 1,40 | 94,57 | 1  |
| 3                                                                                                 | Aleksandr Samonov    | ROC        | 6  | 364 min 39 s | 8  | 1,32 | 94,37 | 2  |
| 4                                                                                                 | Juho Olkinuora       | Finlande   | 7  | 431 min 26 s | 10 | 1,39 | 94,25 | 1  |
| 5                                                                                                 | Nikita Boyarkine     | Kazakhstan | 6  | 370 min      | 14 | 2,27 | 92,93 | 0  |
| 6                                                                                                 | Mathias Niederberger | Allemagne  | 7  | 423 min 43 s | 12 | 1,70 | 92,90 | 0  |
| 7                                                                                                 | Sebastian Dahm       | Danemark   | 7  | 426 min 56 s | 14 | 1,97 | 92,89 | 0  |
| 8                                                                                                 | Matīss Kivlenieks    | Lettonie   | 4  | 247 min 44 s | 9  | 2,18 | 92,24 | 1  |
| 9                                                                                                 | Leonardo Genoni      | Suisse     | 4  | 220 min 24 s | 8  | 2,18 | 91,84 | 1  |
| 10                                                                                                | Darcy Kuemper        | Canada     | 8  | 470 min 24 s | 17 | 2,17 | 91,58 | 0  |
| Nota : seuls sont classés les gardiens ayant joué au minimum 40 % du temps de jeu de leur équipe. |                      |            |    |              |    |      |       |    |

## Autres divisions
Le 18 novembre 2020, les tournois de toutes les divisions ont été annulés par la Fédération internationale de hockey sur glace en raison de la pandémie de Covid-19,.
Les compositions des différentes divisions étaient les suivantes :
| Division | Date de la compétition    | Lieu                       | Équipes                                                                          |
| -------- | ------------------------- | -------------------------- | -------------------------------------------------------------------------------- |
| IA       | du 9 au 15 mai 2021       | Ljubljana (Slovénie)       | Autriche Corée du Sud France Hongrie Roumanie Slovénie                           |
| IB       | du 26 avril au 2 mai 2021 | Katowice (Pologne)         | Estonie Japon Lituanie Pologne Serbie Ukraine                                    |
| IIA      | du 10 au 16 avril 2021    | Pékin (Chine)              | Australie Chine Croatie Espagne Israël Pays-Bas                                  |
| IIB      | du 18 au 24 avril 2021    | Reykjavik (Islande)        | Belgique Bulgarie Géorgie Islande Mexique Nouvelle-Zélande                       |
| IIIA     | du 18 au 24 avril 2021    | Kockelscheuer (Luxembourg) | Corée du Nord Émirats arabes unis Luxembourg Taipei chinois Turkménistan Turquie |
| IIIB     | du 19 au 22 avril 2021    | Le Cap (Afrique du Sud)    | Afrique du Sud Bosnie-Herzégovine Hong Kong Thaïlande                            |
| IV       | du 8 au 14 avril 2021     | Bichkek (Kirghizistan)     | Kirghizistan Koweït Malaisie Philippines Singapour                               |